# 東武50000系電車
東武50000系電車（とうぶ50000けいでんしゃ）は、2004年に登場した東武鉄道の通勤形電車。2005年3月16日より東上線系統で営業運転を開始した。
本項では、本線系統（伊勢崎線・日光線）の東京メトロ半蔵門線・東急田園都市線乗り入れ対応車両である50050型電車、東上線系統の東京メトロ有楽町線・副都心線・東急東横線・横浜高速鉄道みなとみらい線乗り入れ対応車両である50070型電車および座席定員制列車「TJライナー」用車両の50090型電車についても記述する。
なお、東武では同一系列内の区分では「型」の表記を使用している（本系列ではそれぞれ50000型・50050型・50070型・50090型）。また、個々の編成を表す場合は池袋、押上、新木場、渋谷、中央林間、元町・中華街方先頭車の車両番号で代表して表記する。

## 概要
本系列は「人と環境にやさしい次世代車両」をコンセプトに、従来車両よりもバリアフリー・省エネルギー・メンテナンスフリー化を目指し、また通勤・近郊電車の標準仕様ガイドライン仕様を考慮して設計された。
東武の通勤車では初めてアルミ車体を採用し、以降新造される通勤車は全てアルミ製。製造は日立製作所が担当したが、東武における日立製の鉄道車両は78系7860形の製造以来、46年ぶり。
有料座席指定列車の「TJライナー」として使用されている50090型電車は運用に応じてクロスシートとロングシートに転換出来るデュアルシートを採用しており、TJライナー運行時はクロスシート、通常時はロングシートで運行される。西武鉄道の「S-TRAIN」「拝島ライナー」用の西武40000系電車や、京王電鉄の「京王ライナー」用の京王5000系電車 (2代)、自社の「THライナー」で運用する70090型電車など、50090型電車はその後のデュアルシート機構を備えた首都圏の通勤ライナー用車両の先駆けとなった。

## 車両概説
この節では、特記なき限り共通事項及び登場時の形態について記述する。

### 車体
日立製作所製「A-train」をベースとしたダブルスキン構造を採用し、溶接工法には摩擦攪拌接合（FSW）を採用することで精度の高い仕上がりを図った。連結面は衝突事故における安全性を考慮して、側構体と妻構体の接合部を三角形の断面構造としている。これまでの東武の大型通勤形車両と同様、20m両開き4ドアの構造。
前頭部は構体部分とは別途製造された普通鋼製の前面パネルをボルト固定によって構体と接合している。前照灯はHID灯、尾灯はLEDを採用し、一体のケースに収めて前面下部に配置。車両のカラーリングは新規のものとされ「輝く」を意味するシャイニーオレンジを前面下部に塗装で、側面戸袋部にフィルムで配している。
車両床面は一世代前の30000系よりも25 mm低い1,125 mmとしてホームとの段差を少なくしている。さらに廃車時のリサイクル性を考慮して車体各部のアルミ材質の統一を図っている。
先頭車は乗務員室のスペースを確保しつつ、全長が中間車と揃えられており、客室全体が連結面寄りに250 mmと大きくオフセットされている。
前面と側面の行先表示器はLED式を採用し、側面表示器は走行中の消灯機能を有するほか、後に号車表示が追加され、行先と交互に表示する。
また側面のドアは車外側の取手の配置が独特なもので、下部に1つ（右側のみ）、中央部に2つという配置となっている（従来車は下部に2つ）。
なお、本系列では形式や製造時期により車体側面には多数のバリエーションが存在する。各々の特徴は後述するが、まとめると以下の通りとなる。
| 形式 | 形式                                              | 先頭車の長さ | 扉間の窓 | 扉間の窓       | 車端部の窓 | 車端部の窓 |
| 形式 | 形式                                              | 先頭車の長さ | 中央     | 左右           | 左端       | 右端       |
| --- | ------------------------------------------------- | ------------ | -------- | -------------- | ---------- | ---------- |
| 51001F - 51002F、51051F - 51059F、51071F - 51075F（換気装置あり） |                                                   |              |          |                |            |            |
| 先頭車 | 50000型・50050型                                  | 標準         | 固定窓   | 固定窓*→開閉化 | 固定窓     | 下降窓     |
| 中間車 | 50000型・50050型、50070型（車椅子スペース設置面） | －           | 固定窓   | 固定窓*→開閉化 | 固定窓     | 下降窓     |
| 先頭車 | 50070型                                           | 長           | 固定窓   | 固定窓*→開閉化 | 下降窓     | 下降窓     |
| 中間車 | 50070型（一般）                                   | －           | 固定窓   | 固定窓*→開閉化 | 下降窓     | 下降窓     |
| 51003F - 51009F、51060F - 51068F、51076F - 51077F（換気装置なし） |                                                   |              |          |                |            |            |
| 先頭車 | 50000型・50050型                                  | 標準         | 下降窓   | 下降窓         | 固定窓     | 固定窓     |
| 先頭車 | 50070型                                           | 長           | 下降窓   | 下降窓         | 固定窓     | 固定窓     |
| 中間車 | 50000型・50050型・50070型                         | －           | 下降窓   | 下降窓         | 固定窓     | 固定窓     |
| 50090型（換気装置なし） |                                                   |              |          |                |            |            |
| 先頭車 | 50090型                                           | 長           | 下降窓   | 下降窓         | 固定窓90   | 固定窓90   |
| 中間車 | 50090型（一般）                                   | －           | 下降窓   | 下降窓         | 固定窓90   | 固定窓90   |
| 中間車 | 50090型（車椅子スペース設置面）                   | －           | 下降窓   | 下降窓         | 固定窓90*  | 固定窓90   |
| 備考 - 左端・右端はそれぞれ外から見た場合を示す。 - 50090型以外は、固定窓と下降窓で寸法が異なり、固定窓の方が僅かに大きい。 - 扉間左右の窓は、51075Fのみ当初より開閉化改造車とほぼ同じ形態である。 - 50090型は車端部の窓の位置と寸法、固定方式が異なる（表内「固定窓90」）。 - 50090型の車椅子スペース部は、固定方式がさらに異なる（表内「固定窓90*」）。 |                                                   |              |          |                |            |            |

### 車内
室内もモジュール工法により組み立てられており、車内の部材は基本的にアルミニウムを多用（単一合金化）することでリサイクル性を考慮。
内張りにはアルミ基盤の高硬度アートテックを使用し、艶消しの白色とすることで清潔感のあるデザインとした。床敷物は火災対策・安全対策から滑りにくいゴム製のグレーの床敷物を採用し、座席前と中央部で濃淡をつけてフットラインを表した。特に出入口部は黄色として目立たせた。なお床敷物について、本来アルミ材の上に貼り付けて使用する製品がゴム材だけで使用されていたことが後に判明、難燃性規格を満たさないことから2010年に国土交通省より改善指示が出された。これに対し東武鉄道は、他系列を含めて2014年（平成26年）度上期までの交換を予定していると回答。
座席は住江工業製の片持ち式ロングシートを採用、セミバケット式で1人分の掛け幅は460 mm。モケットは、一般席がフジの花をイメージした紫色の「ウイステリアパープル」、優先席部では安心感と優しさを感じさせる色調として青緑色の「コンフォートグリーン」となっている。座席端には大形の袖仕切りを設け、また7人掛け座席にはスタンションポール（縦握り棒）が1本設置されている。
- 車内全景（50000型）
当初の座席は藤色であった。
- 車椅子スペースと優先席
（50000型）
- ドア付近
（50050型）
- 車内案内表示器
（50050型）

| 形式                                                        | 先頭車                                   | 中間車                                   | 車椅子スペース付 中間車                  |
| ----------------------------------------------------------- | ---------------------------------------- | ---------------------------------------- | ---------------------------------------- |
| 50000型 （51002F迄）                                        | 139人 （座席48人）                       | 153人 （座席54人）                       | 154人 （座席51人）                       |
| 50050型（全車） 50000型（51003F以降） 50070型（51076F以降） | 137人 （座席48人）                       | 151人 （座席54人）                       | 152人 （座席51人）                       |
| 50070型 （51075F迄）                                        | 140人 （座席48人）                       | 153人 （座席54人）                       | 154人 （座席51人）                       |
| 50090型（全車）                                             | ロング時124人 クロス時118人 （座席42人） | ロング時135人 クロス時129人 （座席48人） | ロング時136人 クロス時131人 （座席45人） |

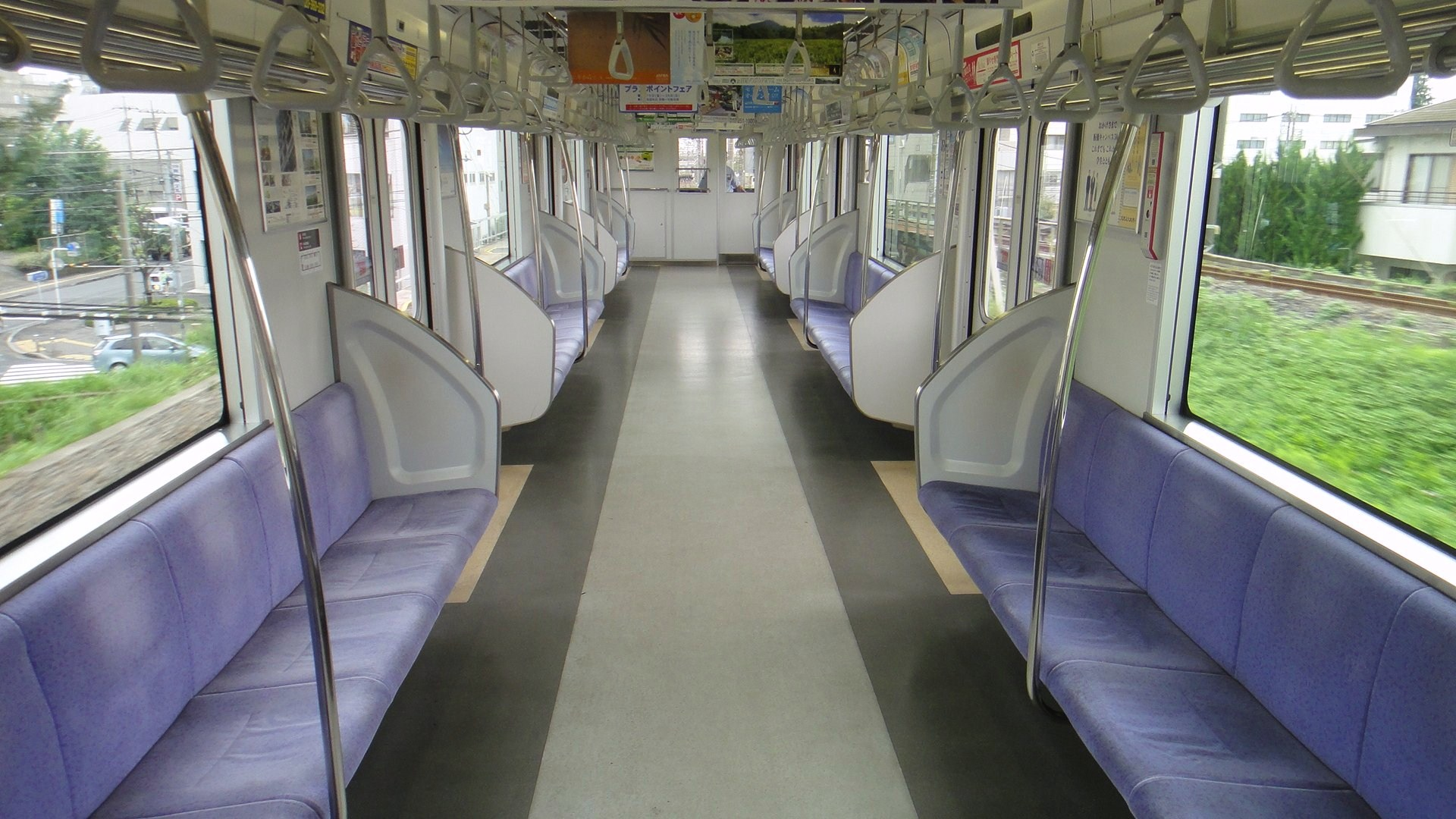
車内全景（50000型） 当初の座席は藤色であった。
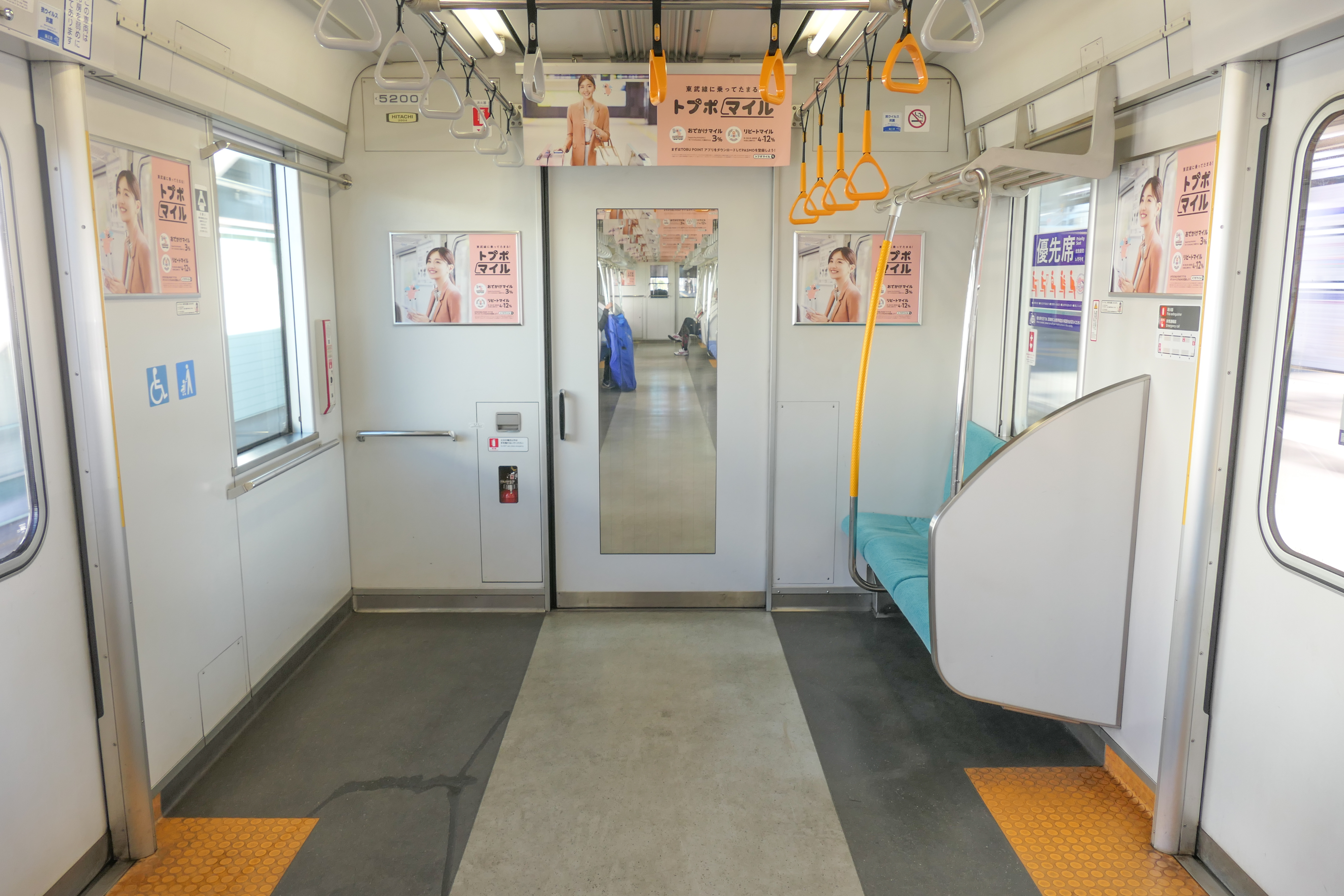
車椅子スペースと優先席 （50000型）
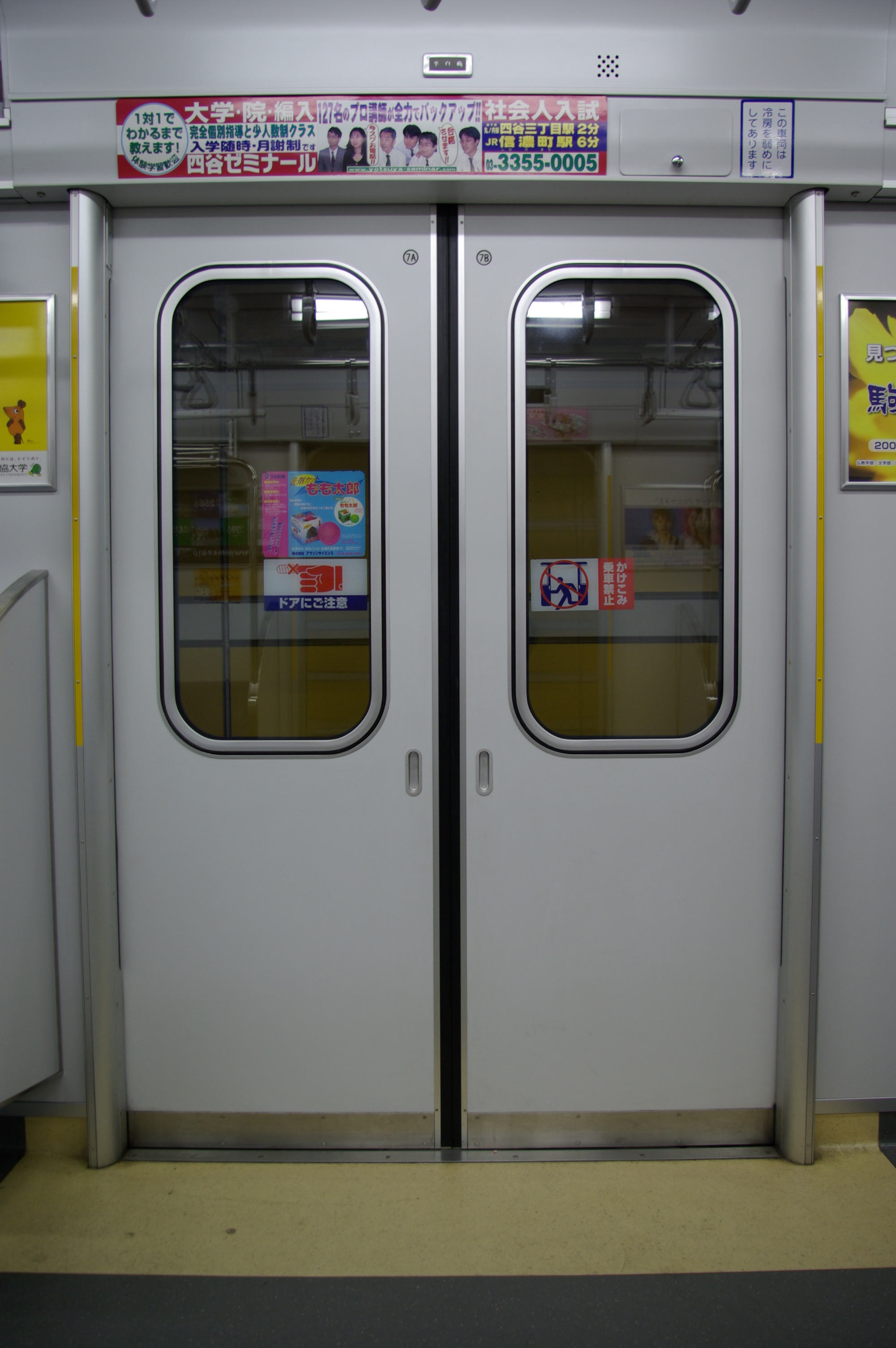
ドア付近 （50050型）
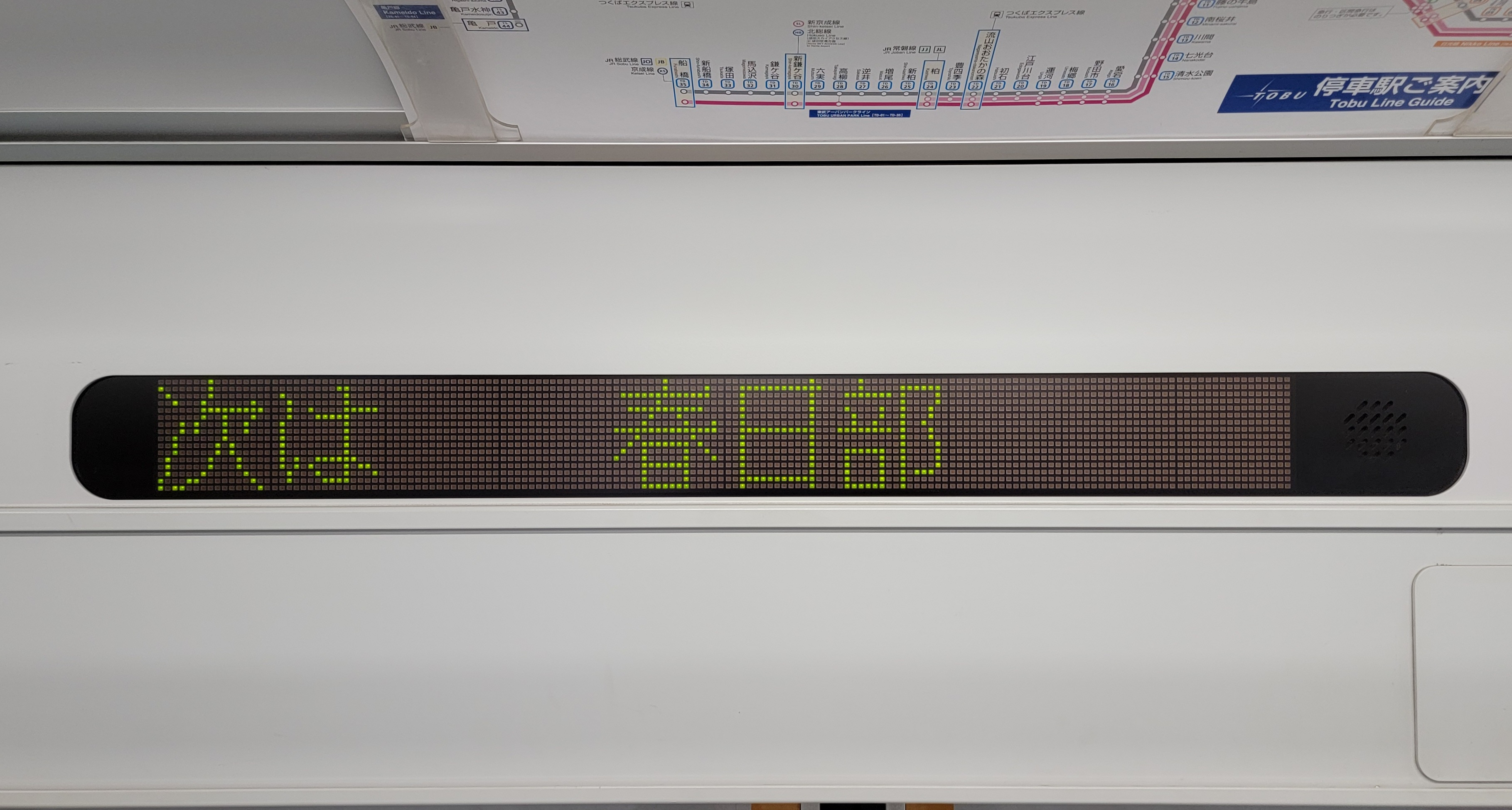
車内案内表示器 （50050型）

側窓は騒音低減のため固定窓を多用しており、扉間の窓は全て固定式とされたが、非常時の換気を確保するため一段下降窓も一部に残され、車端部は固定窓と下降窓が半々で千鳥配置となっている（車内から見て左側面が固定窓）。固定窓は大型の1枚窓が採用されており、左右1,960  mm（車端部は650 mm）、天地1,020 mmで床面から830 mmの位置に配置された。車端部のみに設けられている下降窓はこれより僅かに小さく、左右640 mm、天地1009 mmで床面からの高さは813 mm、開口幅は268 mmである。戸袋部の幅はいずれも780 mm。50070型登場以降は窓の配置と寸法に変更があるが、これは後述する。窓ガラスには熱線吸収・UVカットガラス（可視光透過率約75 %・紫外線約91 %カット）のグリーンガラスを採用するとともに、フリーストップ式の巻き上げカーテンを設置。
客用ドアは車内側を化粧板仕上げとし、窓も複層ガラスとした。ドア横には従来の独立した手すりがなく、戸柱部材と手すりを兼ねたアルミの型材が設けられた。なおこの部分には黄色の帯が貼られている。
ドアエンジンはメンテナンスの容易化のため、東武の車両で初めて電気式を採用。各扉に設置したドア制御装置はモーター電流の検知により戸挟み検知を行い、モーターのオン/オフにより戸閉力を弱める。乗客や荷物が挟まれた時には容易に脱出できるように戸閉力を弱める自己診断機能、位置制御学習機能、状態監視機能を備える。
また、従来の車両と同様に片側4か所のドアのうち、中央の2か所を締め切る中扉締切機構機能を設置。このほか、中扉締切の状態で車端寄りのドアを手動開閉できる機能が設けられており、後述の案内装置がない箇所には「半自動」表示灯を設置。
客用ドア上部にLED式、およびLCD式の旅客案内表示器を千鳥配置で設置（LCD式は全ドア上部に設置）し、ドアの開閉時にはドアチャイムが鳴動する。また、次駅案内の際に号車を表示する。50050・50070型では乗り入れ先では乗り入れ路線の車両に合わせた表示となるが、号車案内については東武鉄道線内と同様の表示形式で表示される。
妻面では通勤車で初めて妻窓を省略し、これを鑑み貫通扉窓の高さが1,430 mmと大きくとられている。なお貫通扉は各車上り方（池袋・押上寄り）に設置されている。
車椅子スペースは2・9号車の先頭寄り車端部、向かって左側に設置しており、安全手すりと非常通報装置を設置。
一般席部のつり革の床面高さは1,630  mm、通路部は1,805mm程度、荷棚の高さは1,750 mmだが、車端部では優先席を意識し、つり革の高さは1,600  mm、荷棚の高さは1,700 mmとそれぞれ低くしている。優先席部のつり革はオレンジ色のものを使用。また、つり革のベルトには合成皮革の使用を取りやめ、ナイロン製とすることで、火災発生時における有毒ガス対策としている。
自動放送装置を設置しており、次駅・乗り換え案内や各種マナー放送のほか、東武東上線の通勤車としては初めて英語放送機能を有する（設定によって省略可）。自動放送の機能でドアが開いている時は、ドア付近のスピーカーから約7秒に1回、視覚障害者にドアの方向を知らせる音が鳴動する。車外スピーカーを設置しており、車掌の操作により、閉扉時に「ドアが閉まります、ご注意ください」と乗降促進放送を流すことができる。

#### 乗務員室

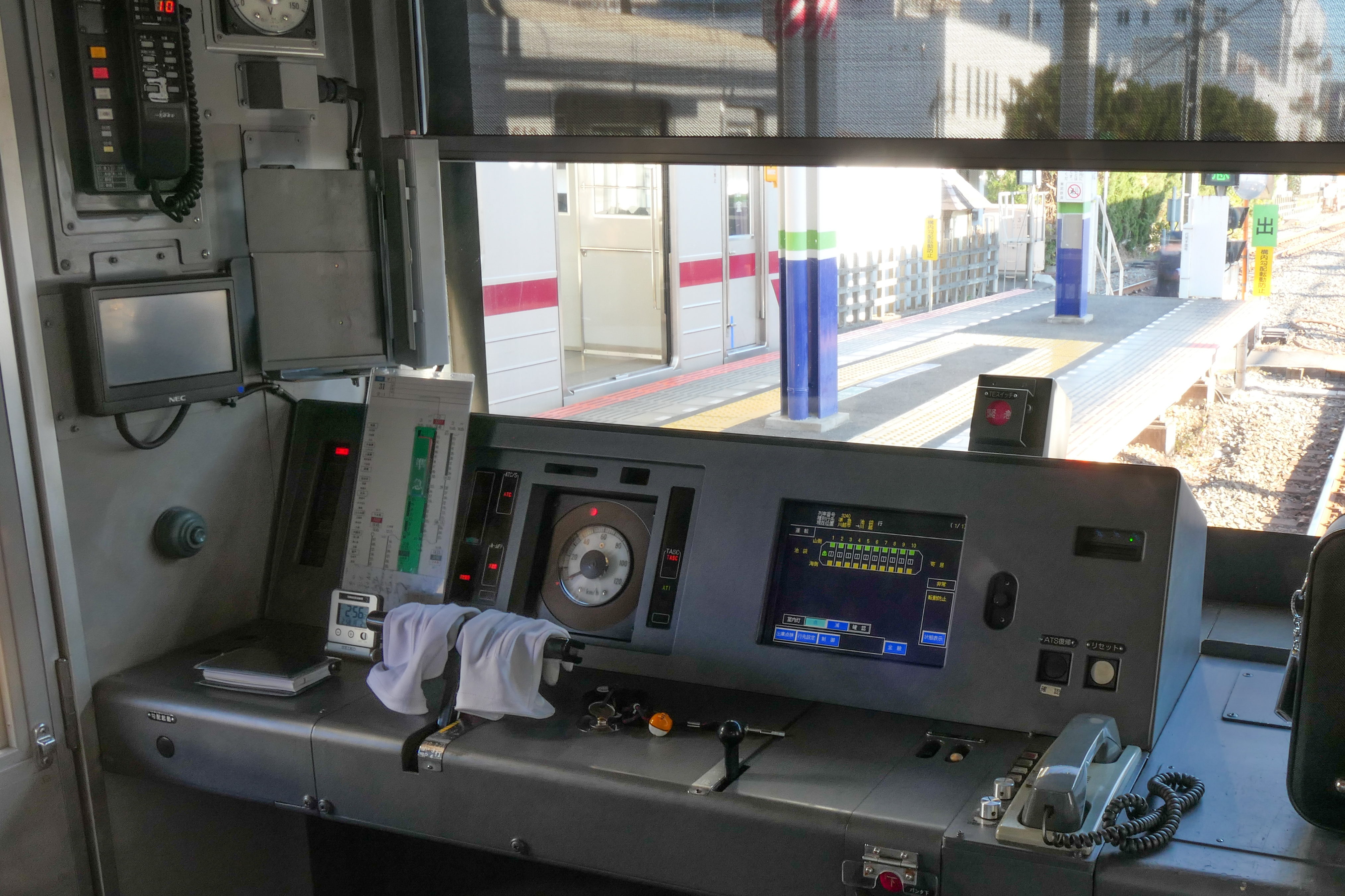
50000型の運転台

乗務員室内は灰色を基調とし、運転台周りは濃いグレーの色調を採用。各系列共通で、主幹制御器はT型ワンハンドル式を採用、力行1 - 4ノッチ・惰行・常用ブレーキ1 - 7段・非常の計13段で制御が可能。力行3・４ノッチから力行2ノッチに戻すことで定速運転機能が作動する。計器盤は中央に120 km/h表示の速度計、また両隣に各種表示灯を配し、左端にはマスコンノッチ表示灯、右端にATI画面が設置されている。
背面仕切は左端（客室から見て右端）に扉があり、扉部分と中央部に窓と遮光幕が設けられている。運転台の背後には窓がない。

### 主要機器
制御装置は、日立製作所製の2レベルIGBT素子使用のVVVFインバータ制御（3300 V - 600 Aを3並列接続）で、スペクトラム拡散方式・ベクトル制御による全電気ブレーキ方式を採用している。制御方式は1C4M2群および1群制御方式で、10両固定編成中のMT比は5M5Tとしている。主電動機は165kW出力のかご形三相誘導電動機（TM03形）を採用。
集電装置はシングアーム式パンタグラフ（PT7112-A）を採用し、制御装置を搭載する電動車に各1基（1編成3台）を設置する。

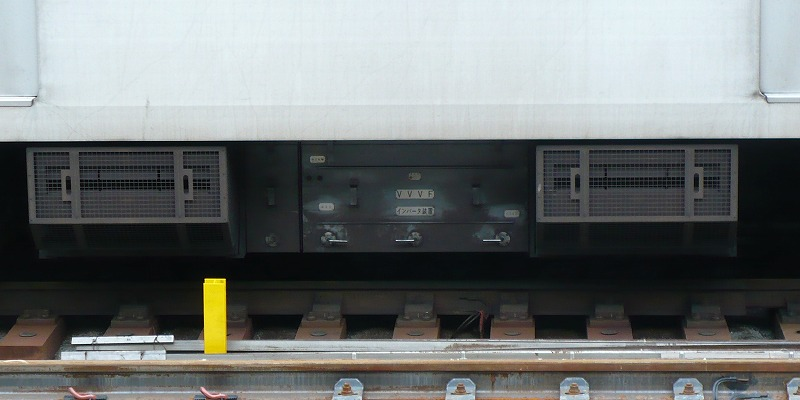
VFI-HR2820F VVVFインバータ装置（1C4M2群）
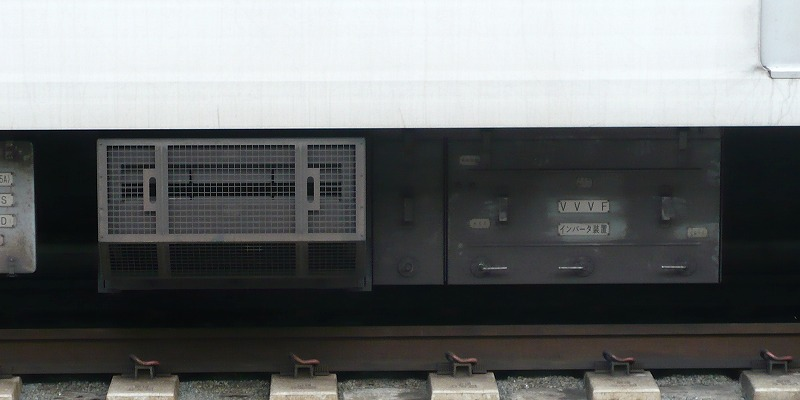
VFI-HR1420L VVVFインバータ装置（1C4M1群）
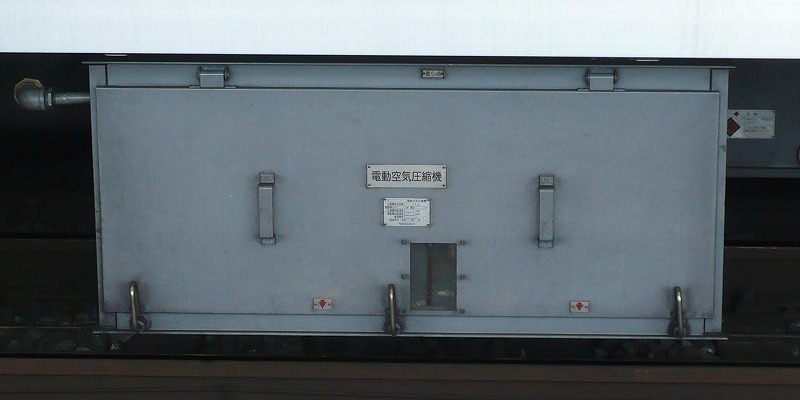
AR1644-RWS20A 電動空気圧縮機
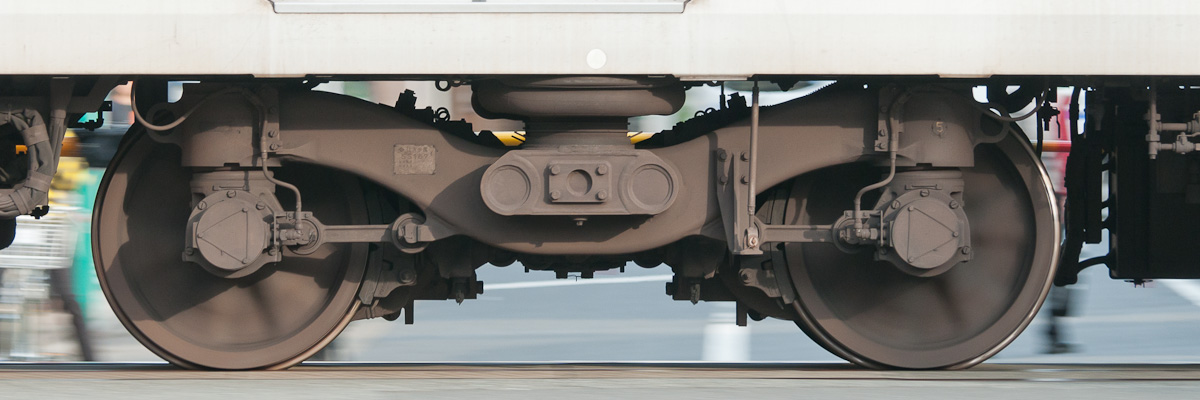
SS167 電動台車
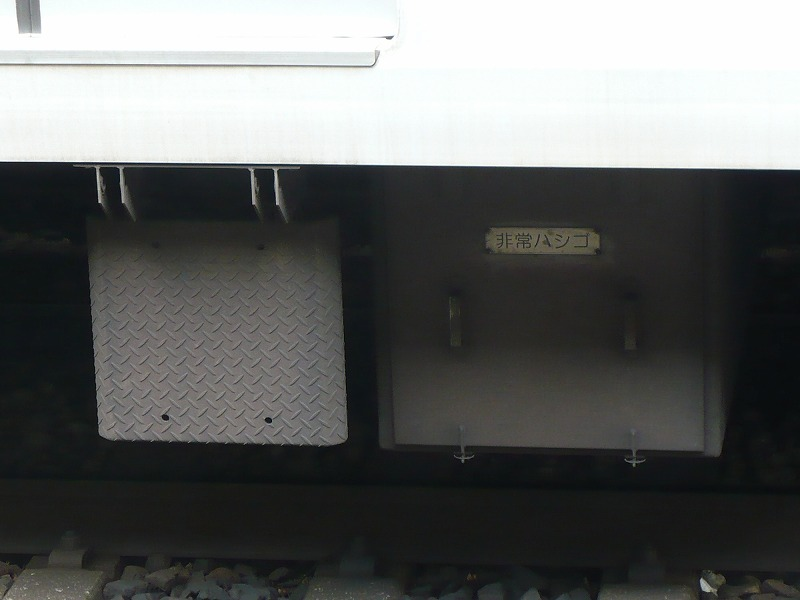
床下の非常ハシゴ

台車はモノリンク式軸箱支持のボルスタレス空気ばね台車（SS167・SS067、東武形式：TRS-03M・TRS-03T）を使用し、基礎ブレーキは片押し式のユニットブレーキを使用。
補助電源装置は東芝製のSIV（INV146-G0）を採用。IGBT素子を使用する。250 kVAの装置を編成で2台を搭載し、架線からの直流電源を三相交流440 Vに変換する。
空気圧縮機（CP） はナブテスコ製のスクリュー式で、30000系同様に装置自体を箱に収めることで騒音低減に配慮する。ドアエンジンに電気式を採用したことで圧縮空気の使用量が減ったため、10両編成での搭載台数は2台とした。当初はAR1644-RWS20Aを用いていたが、増備途中でAR1644-RWS20Cに変更されている。
このほか、中間付随車3両の床下には非常用はしごが設けられている。
ブレーキ装置は回生ブレーキ併用全電気指令式空気ブレーキ方式で、保安ブレーキ・抑圧ブレーキ（耐雪ブレーキ）・遅れ込め制御を備えている。各車には車輪の滑走を防止する滑走防止装置を設置。また、速度70km/h以上からの非常ブレーキには増圧ブレーキ機能がある。

#### ATI装置
30000系に引き続き車両情報制御装置を採用。本系列には日立製作所が開発した「ATI装置（Autonomous decentralized Train Integrated system）」を採用。
車両搭載の主要機器はATI装置を通したRS-485によるインタフェースを行い、状態を常時監視しており、運転台モニターでの車上検査機能や故障時には乗務員への報知とガイダンスを行う。力行や常用ブレーキの指令についてもATIの制御伝送機能を経由しており、車両内配線や引き通し線の大幅な削減を図ることで車両軽量化や省メンテナンス化を実現している。この他、検修時の支援機能として自動検修機能や試運転支援機能等を有する。システムの伝送速度は3.2 kbpsと高速伝送性能を備えている。

### 空調設備

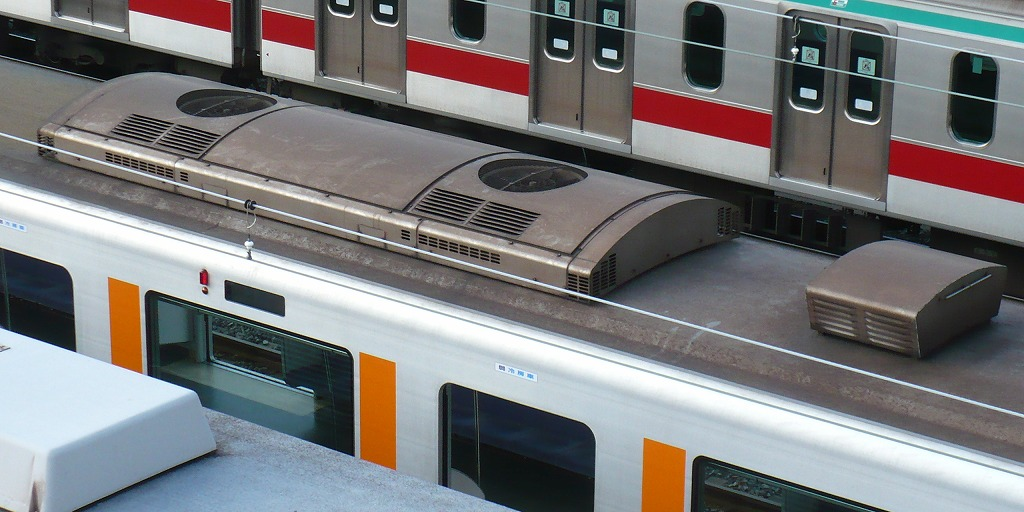
屋根上（50050型）
冷房装置（左）と非常換気装置（右）が並ぶ。

冷房装置は東武鉄道初の集中式を採用。東芝製のRPU-15005で、装置能力は58.1kW（50,000 kcal/h）。装置はリヒートヒータによる除湿モードを備え、除湿運転時はコンプレッサに入る冷媒を一時バイパスし、冷房能力を下げるアンロード機能を有する。冷媒は代替フロンであるR407Cで、室外送風機は羽根の材質と形状を工夫し低騒音化を図った。車内では先頭車7台・中間車8台の補助送風機（ラインクロスファン）を設けている。またこのほか、非常用の強制換気装置を各車1台備える。
暖房装置は片持ち式シートの採用で、座席下つり下げ式に変更。設備は従来の通勤車両同様に出力の高いものを使用しており、7人掛け座席部では1,300 W出力を2台、車端部では1,100 W品を1台設置している。なお、50090型のクロスシート部では350 W出力品を36台設置。
これらの空調設定は前述のATIモニター画面から操作を行い、空調モードは「冷房」「除湿」「暖房」「弱暖房」「通風」と送風機（横流ファン）の運転が可能。

## 系列別概説

### 50000型
2005年（平成17年）3月16日から営業運転を開始。東上本線の自社線内用として9編成（90両）が製造されたが、後に2編成が本線系統に転出し、50050型と共通で運用されている。
2023年10月現在、森林公園検修区に7編成、南栗橋車両管区に2編成が配置されている。

#### 概説
最初に落成した51001Fのみ前面が非貫通式で、大形1枚窓を備えるほか前灯/尾灯ケースが下部に寄せられているのが特徴。
51002Fでは将来の地下鉄直通運用などを考慮し、非常用貫通扉を左側に設置。これに伴い前灯/尾灯が約100 mm高い位置に変更された。細部では運行番号の表示窓や、非常用ハシゴ（乗務員室内）の設置もなされている。以後このデザインが本系列の標準となった。
当初は池袋方のクハ51000形を1号車と表示していたが、2007年12月から小川町方のクハ50000形を1号車に変更した。

#### 編成組成
|          | ← 池袋・中央林間・渋谷・押上小川町・久喜・南栗橋 → |                |                |                |                |                |                |                 |                 |                 |
| 組成     | クハ51000 (Tc1)                                    | モハ52000 (M1) | モハ53000 (M2) | サハ54000 (T1) | モハ55000 (M3) | サハ56000 (T2) | サハ57000 (T3) | モハ58000 (M1') | モハ59000 (M2') | クハ50000 (Tc2) |
| 搭載機器 |                                                    | VVVF2・PT      | SIV・CP        |                | VVVF1・PT      |                |                | VVVF2・PT       | SIV・CP         |                 |
| 自重     | 27.0 t                                             | 33.0 t         | 32.5 t         | 23.0 t         | 31.5 t         | 23.0 t         | 23.0 t         | 33.0 t          | 32.5 t          | 27.0 t          |
| 定員     | 139                                                | 154            | 153            | 153            | 153            | 153            | 153            | 153             | 154             | 139             |
| 車両番号 | 51001 ： 51009                                     | 52001 ： 52009 | 53001 ： 53009 | 54001 ： 54009 | 55001 ： 55009 | 56001 ： 56009 | 57001 ： 57009 | 58001 ： 58009  | 59001 ： 59009  | 50001 ： 50009  |

凡例
VVVF2 : 主制御器（1C4M2群）、VVVF1 : 主制御器（1C4M1群）、SIV : 補助電源装置（静止形インバータ）、CP : 空気圧縮機、PT : 集電装置

### 50050型
伊勢崎線・日光線用及び東京メトロ半蔵門線・東急田園都市線への直通用として、2006年（平成18年）3月18日に運行を開始した。
南栗橋車両管区に18編成（180両）が配置されている。

#### 概説
外観と仕様は50000型第2編成に準じているが、以下の変更点がある。
- 「営団11号線、田園都市線、半蔵門線直通車両規格仕様」を満たすため、車体幅は既存車より30mm細い2,770mm。
- 前面に運行番号表示器を設置。
- 乗入れ対応として、保安装置に新CS-ATC/ATC-Pや各路線用の列車無線等を追加[14]。
  - 両先頭車の床下にATC/S装置、サハ57050形に誘導無線送受信機やアンテナを新たに設置。
  - 運転台においても速度計や列車無線送受話器の変更、表示灯への種別表示追加、ATC切換スイッチの装備など各部に変更がみられる。

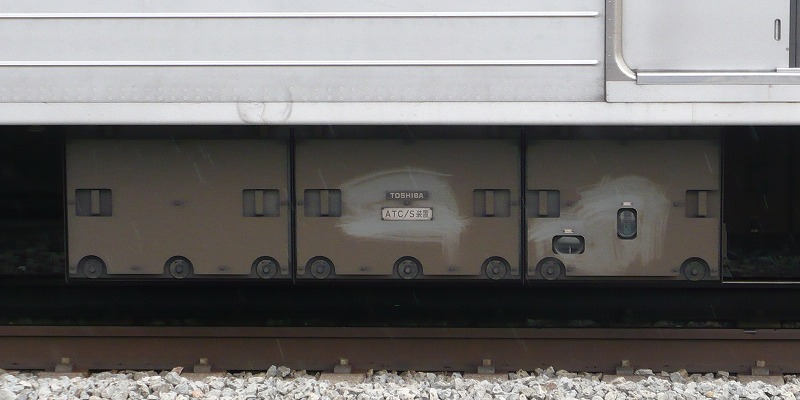
東芝製のATC/S装置 （写真は30000系に搭載の同形品）
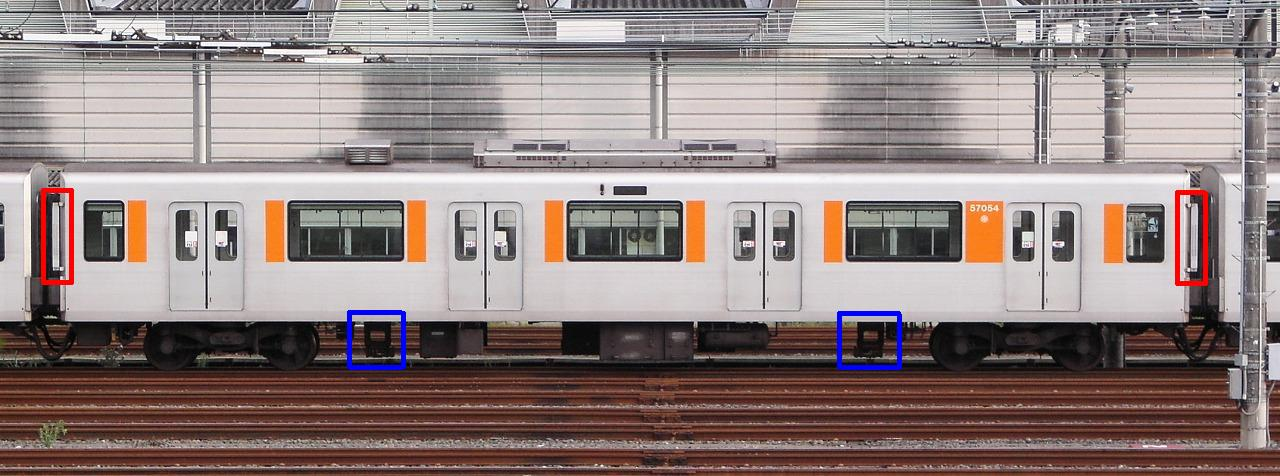
サハ57050形の誘導無線アンテナ 側面と床下に各2つ備えられている。
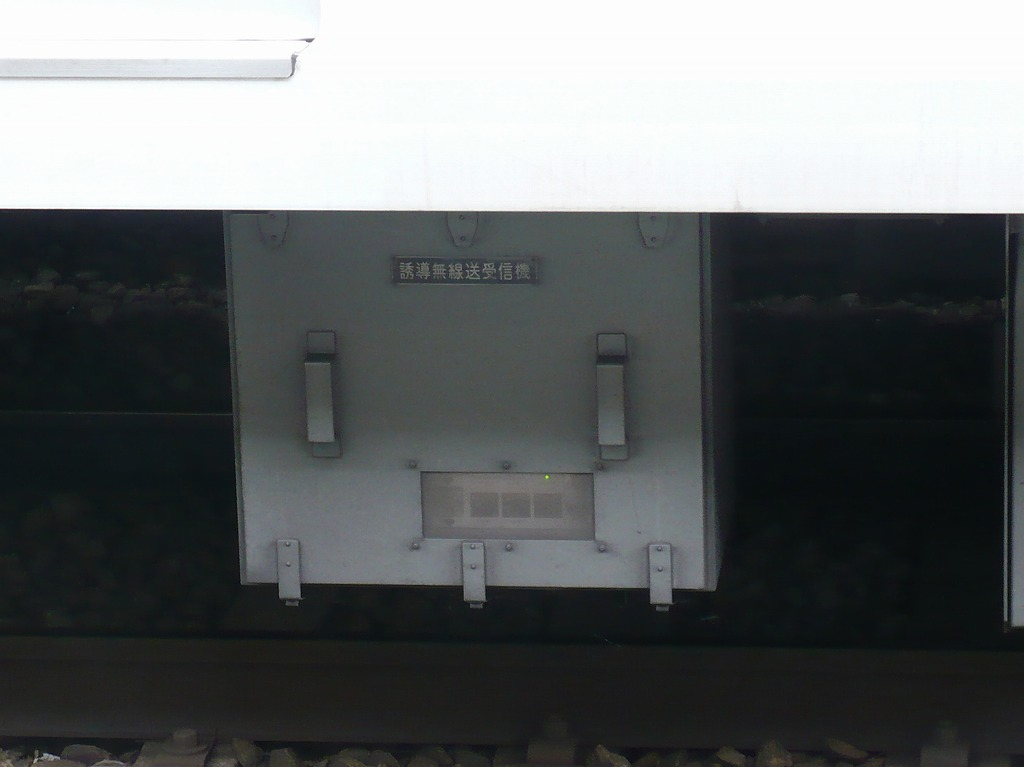
サハ57050形床下の 誘導無線送受信機

半蔵門線直通の上り列車は東武線内において、側面表示器に「半蔵門線直通」を追加した3パターンを交互表示する。
半蔵門線・東急線に合わせて浅草・押上方のクハ51050形を10号車としている。
本系列の増備と50000型2編成の東上線からの転属により、2021年中に30000系を直通運用から置き換えており、一部編成を除き、直通運転に必要な各種保安装置を同系列から転用している。増備と転属完了時点で直通対応編成は50000系2編成（51008編成・51009編成）と50050型18編成の計20編成となった。

#### 編成組成
|          | ← 中央林間・渋谷・押上久喜・南栗橋 → |                |                |                |                |                |                |                 |                 |                 |
| 組成     | クハ51050 (Tc1)                      | モハ52050 (M1) | モハ53050 (M2) | サハ54050 (T1) | モハ55050 (M3) | サハ56050 (T2) | サハ57050 (T3) | モハ58050 (M1') | モハ59050 (M2') | クハ50050 (Tc2) |
| 搭載機器 |                                      | VVVF2・PT      | SIV・CP        |                | VVVF1・PT      |                |                | VVVF2・PT       | SIV・CP         |                 |
| 自重     | 27.5 t                               | 33.0 t         | 32.5 t         | 23.0 t         | 31.5 t         | 23.0 t         | 23.0 t         | 33.0 t          | 32.5 t          | 27.5 t          |
| 定員     | 137                                  | 152            | 151            | 151            | 151            | 151            | 151            | 151             | 152             | 137             |
| 車両番号 | 51051 ： 51068                       | 52051 ： 52068 | 53051 ： 53068 | 54051 ： 54068 | 55051 ： 55068 | 56051 ： 56068 | 57051 ： 57068 | 58051 ： 58068  | 59051 ： 59068  | 50051 ： 50068  |

凡例
VVVF2 : 主制御器（1C4M2群）、VVVF1 : 主制御器（1C4M1群）、SIV : 補助電源装置（静止形インバータ）、CP : 空気圧縮機、PT : 集電装置

### 50070型
東京メトロ有楽町線・副都心線、東急東横線、横浜高速鉄道みなとみらい線への直通運転用として、2007年（平成19年）6月18日に運行を開始した。
東上線の森林公園検修区に7編成（70両）が配置されている。
50000系列の中では、唯一のLCDの取付車でもある。

#### 概説
外観や仕様は放送設備なども含めて50050型に準じたものであるが、随所に変更が加えられた。
- 側面行先表示器•前面種別表示器をフルカラーLEDに、前面行先表示器を白色単色LEDに変更[14]。
- 車内案内表示器にはLCDを採用（51071F - 51075FはLED式から置き換えた）。
- 車端部の側窓を全て一段下降窓に変更（車椅子スペース部を除く）。
- 地下鉄線のホームドアに対応するため、先頭車の客室のオフセット幅を250mmから120mmに縮小し、全長を130mm延長。
- 両先頭車の床下にはATC/S装置の設置に加えてATO装置と戸閉制御切換装置を、クハ50070形にはATO送受信装置（トランスポンダ）を搭載。また、誘導無線装置はサハ57070形に設置している。
- 運転台は地下鉄への直通運転に対応するため、主ハンドルの形状やレイアウトを大幅に変更したほか、計器盤右側には新たに必要となる機器操作箱を新設し[注 4]、上部には車上CCTVを設置。戸閉制御切換装置を設置したことに伴い、車両前後認識をマスコンキーで行えることから戸閉切換スイッチを廃止。
- 乗務員室仕切部にある仕切扉は電磁鎖錠機能付とし、上部に通行表示灯を設置。

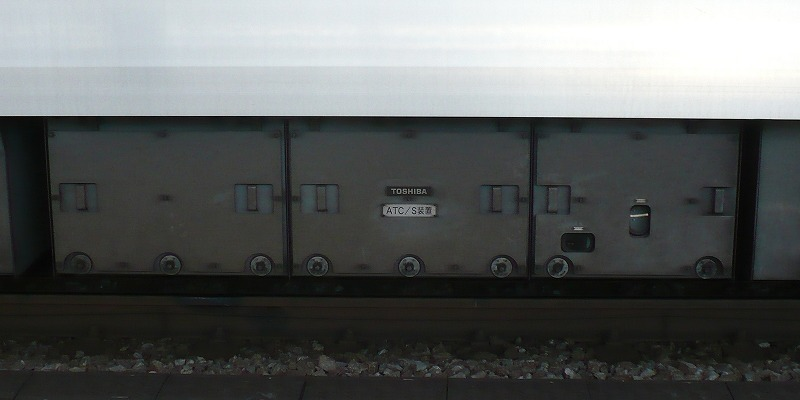
両先頭車のATC/S装置
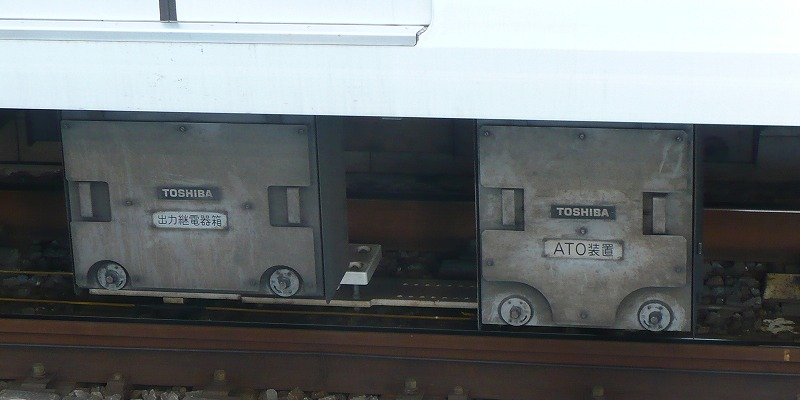
ATO装置（右）と出力継電器箱（左）
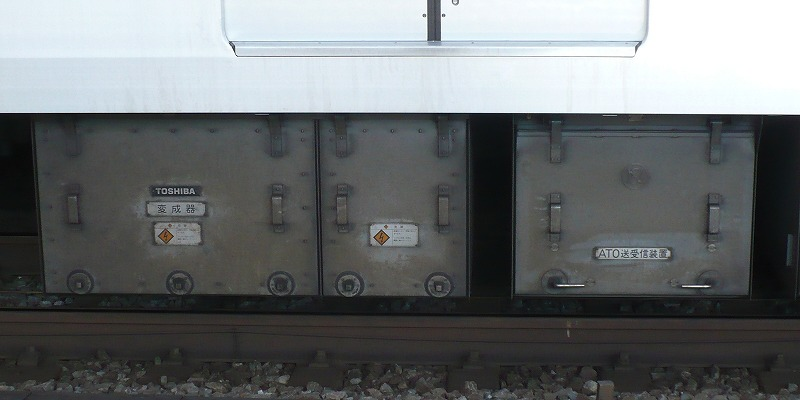
ATO送受信装置（右）と変成器（左）
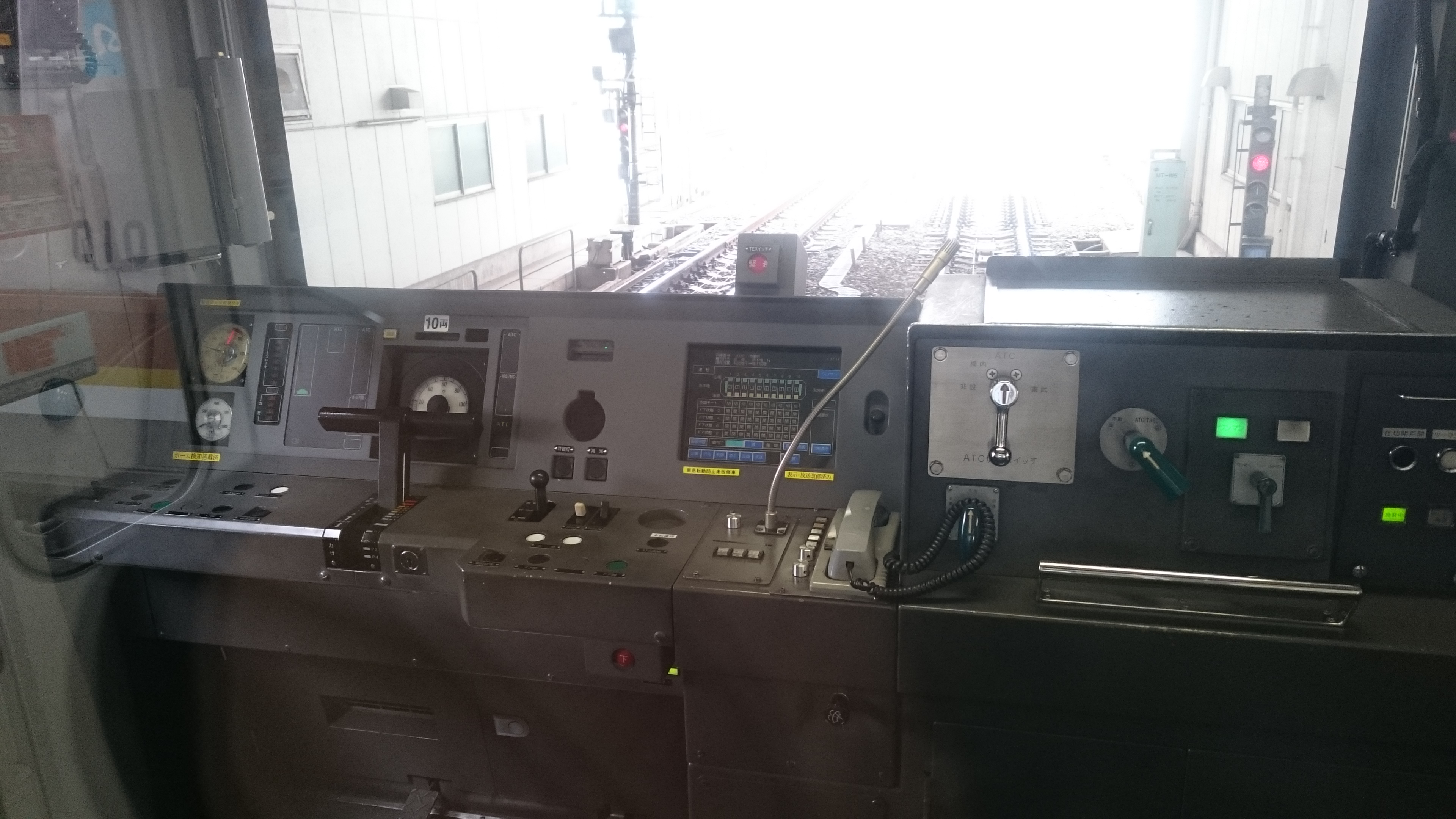
50070型の運転台

#### 編成組成
|          | ← 新木場、元町・中華街、渋谷、池袋森林公園、小川町 → |                |                |                |                |                |                |                 |                 |                 |
| 組成     | クハ51070 (Tc1)                                      | モハ52070 (M1) | モハ53070 (M2) | サハ54070 (T1) | モハ55070 (M3) | サハ56070 (T2) | サハ57070 (T3) | モハ58070 (M1') | モハ59070 (M2') | クハ50070 (Tc2) |
| 搭載機器 |                                                      | VVVF2・PT      | SIV・CP        |                | VVVF1・PT      |                |                | VVVF2・PT       | SIV・CP         |                 |
| 自重     | 27.8 t                                               | 32.7 t         | 31.9 t         | 24.4 t         | 31.1 t         | 24.4 t         | 24.4 t         | 32.7 t          | 31.9 t          | 28.7 t          |
| 定員     | 140                                                  | 154            | 153            | 153            | 153            | 153            | 153            | 153             | 154             | 140             |
| 車両番号 | 51071 ： 51077                                       | 52071 ： 52077 | 53071 ： 53077 | 54071 ： 54077 | 55071 ： 55077 | 56071 ： 56077 | 57071 ： 57077 | 58071 ： 58077  | 59071 ： 59077  | 50071 ： 50077  |

凡例
VVVF2 : 主制御器（1C4M2群）、VVVF1 : 主制御器（1C4M1群）、SIV : 補助電源装置（静止形インバータ）、CP : 空気圧縮機、PT : 集電装置

### 50090型
東上線で運転される座席指定制列車「TJライナー」用として、2008年（平成20年）6月14日のダイヤ改正より運用を開始した。
東上線の森林公園検修区に6編成（60両）が配置されている。

#### 概説
デュアルシートを装備するなど、接客設備に大幅な変更が加えられた。このほかは概ね50000型に準じた仕様であるが、先頭車の全長は50070型と同じ。
外装には従来のシャイニーオレンジに加えて東上線のイメージカラーであるロイヤルブルーⅡの帯を前面・側面に新たに追加し、側面には「TOJO LINE」（斜字体）の文字を入れて一般車との識別性やスピード感を表現。
側窓についても大きな変更があり、各社で標準的になっている配置と寸法に改められた。これに伴い非常換気装置が省略されている。
具体的には、扉間は2連ユニットの一段下降窓、車端部は全て固定窓の配置となり、50070型と逆転する形になった。また従来は固定窓と下降窓で上下寸法が異なっていたが、50090型では全て下降窓と同じ寸法（天地1,009 mm、床面から813 mm、下降窓の開口268 mm）へ統一されている。扉間に新たに採用された下降窓は左右寸法が1,840 mm（60 mmの縦桟を含む）で、従来の固定窓と比べると若干狭くなり、逆に戸袋部の幅は従来より60 mm広い840 mmとなった（車端部も同じ）。車端部の固定窓は従来のものと比べると、前述の通り上下寸法が僅かに縮小しただけでなく左右寸法が685 mmに拡大され、戸袋部の拡大もあり妻面から窓までの距離が95 mm短くなっているほか、支持方式も変更されて黒縁が目立たないものとなった。
またドアの車外側の取手の配置も変更があり、こちらも標準的な下部の右側のみの配置となっている。
行先表示器はフルカラーLEDで、これまで分割されていた前面の種別・行先表示器が一体化された。
座席には関東の鉄道事業者で初めて、クロスシートとロングシートに転換出来るマルチシートを搭載した。座席の掛け幅は455mmで、クロスシート時のシートピッチは1,000mmとなっている。一般席には青色系で濃淡を組合せてハイグレード感を、優先席には従来の青緑色系で安心感を演出した。車端部は片持ち式の3人掛けロングシートであり、座席指定時には定員外となるが、座席形状はマルチシートと揃えられ、肘掛も備えている。
座席の転換は運転台にあるATI画面から行う。クロスシート状態では、乗客がペダルを踏むことで自由に座席を回転することが可能となっている。なおロングシート状態ではペダルが収納される。
このほか車内ではクロスシート運用時を考慮して、袖仕切の大形化や、妻面貫通扉上部への案内表示器の追加が行われたほか、天井部の中吊り広告を省略、また側面・妻面の内装材を艶あり・模様入りの化粧板に変更。
床下では座席を制御する「座席制御箱」が各車両に設置されているほか、先頭車には戸閉制御切換装置が設置されている。

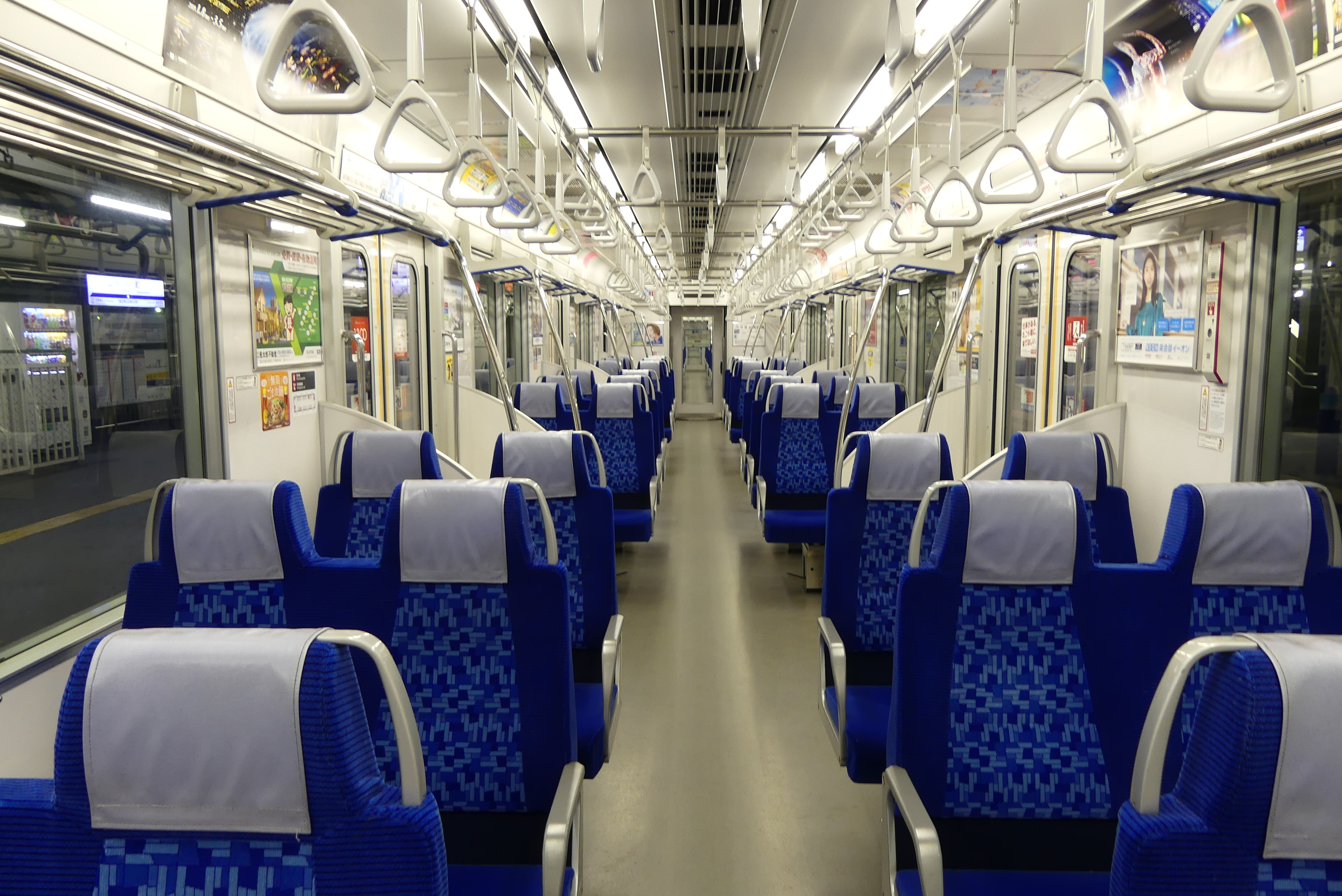
車内（クロスシート状態）
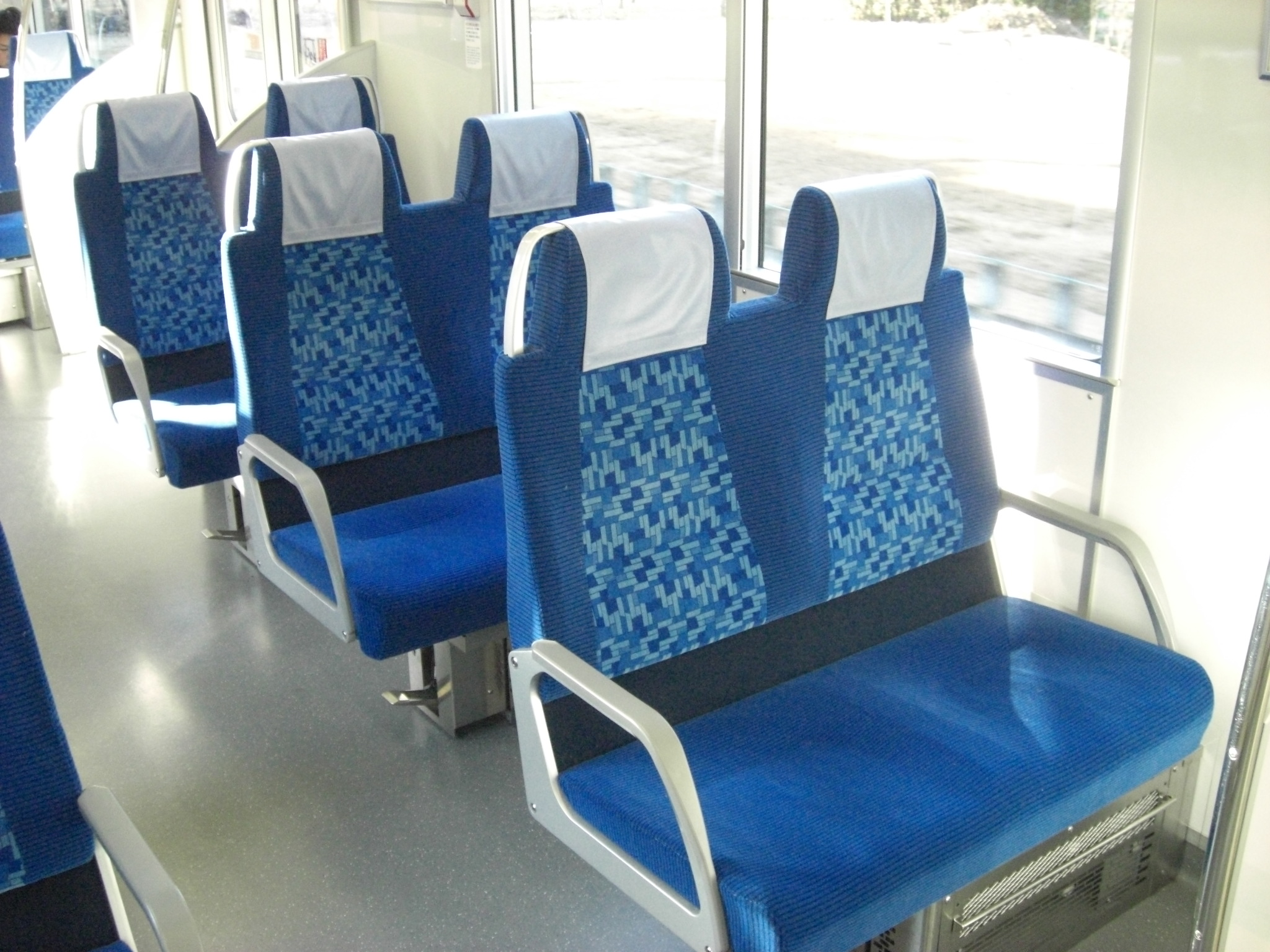
マルチシート（クロスシート状態）
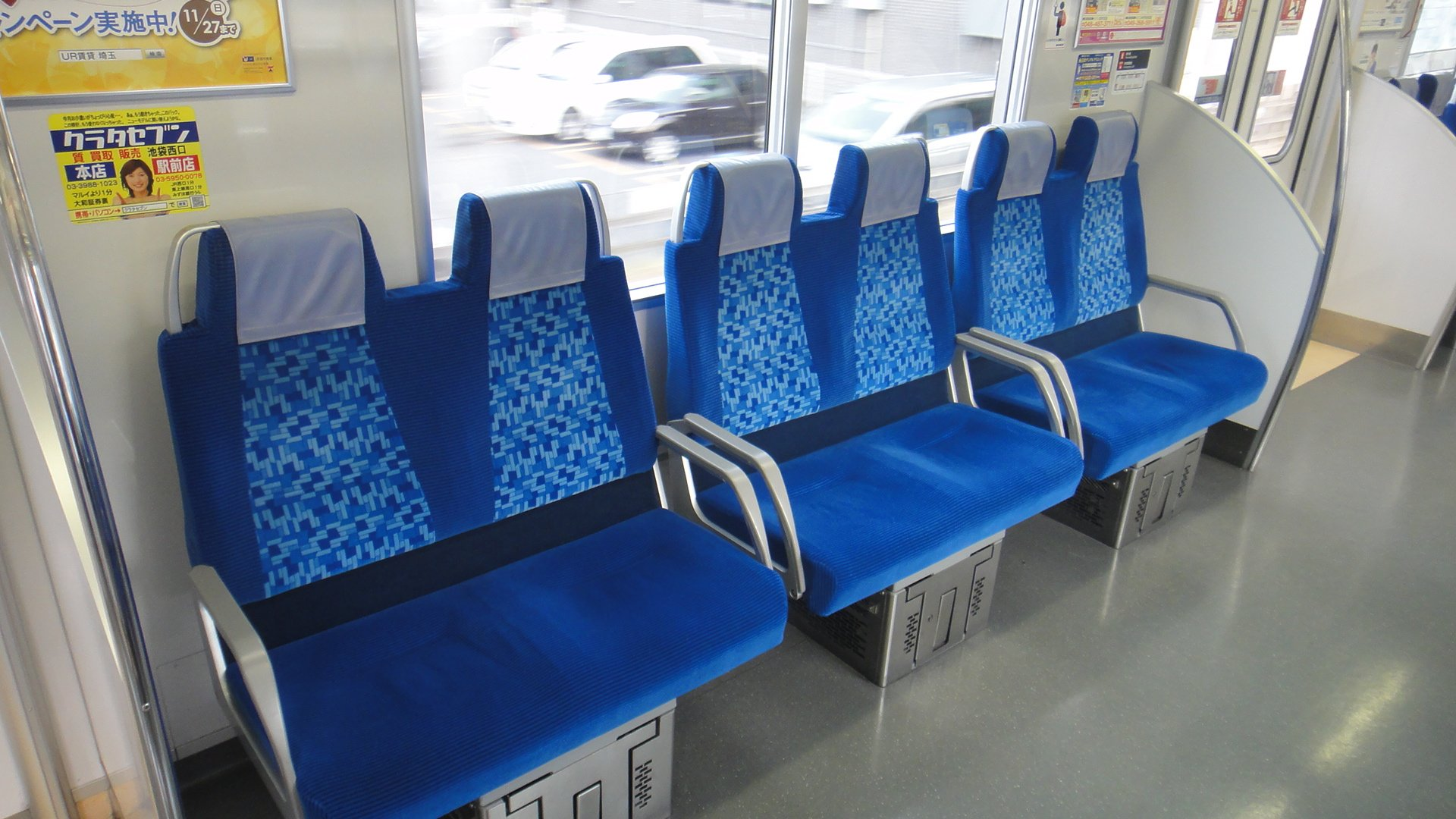
マルチシート（ロングシート状態）
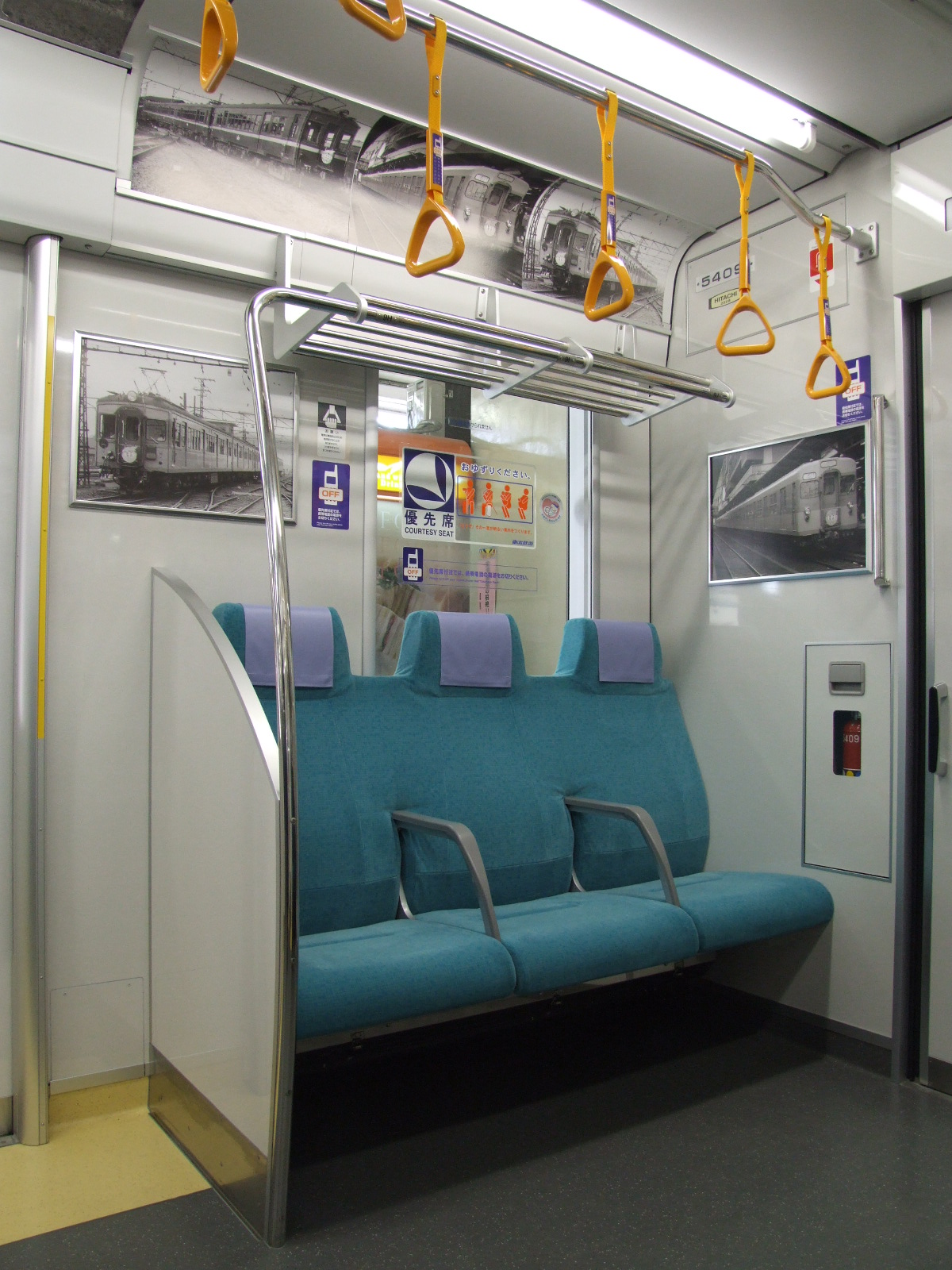
車端部の優先席

第1編成は2008年2月2日から4日にかけて、第2編成は同月16日から18日にかけて、第3編成は3月1日から3日にかけて、第4編成は同月16日から18日にかけてそれぞれ森林公園検修区へ甲種輸送され、2008年3月21日に報道公開された。また、同月23日に森林公園検修区で「TJライナー愛称決定記念イベント」が開催され、第1・2編成が池袋発森林公園行き臨時列車に充当された。先頭車の前面には「TJライナー」のデビュー告知ステッカーが貼付され、車内には東上線の歴代特急の写真などが展示された。さらに同年4月20日には第1編成が臨時急行「七峰号」に充当され、6月14日から本格的な営業運転を開始した。
その後、2010年9月に51095F、同年11月に51096Fが増備され、50090型は全6編成となった。

#### 編成組成
|                    | ← 池袋小川町 →  |                |                |                |                |                |                |                 |                 |                 |
| 組成               | クハ51090 (Tc1) | モハ52090 (M1) | モハ53090 (M2) | サハ54090 (T1) | モハ55090 (M3) | サハ56090 (T2) | サハ57090 (T3) | モハ58090 (M1') | モハ59090 (M2') | クハ50090 (Tc2) |
| 搭載機器           |                 | VVVF2・PT      | SIV・CP        |                | VVVF1・PT      |                |                | VVVF2・PT       | SIV・CP         |                 |
| 自重               | 28.2 t          | 33.9 t         | 33.4 t         | 25.5 t         | 32.3 t         | 25.5 t         | 25.5 t         | 33.9 t          | 33.4 t          | 28.2 t          |
| 定員 ロング/クロス | 124/118         | 136/131        | 135/129        | 135/129        | 135/129        | 135/129        | 135/129        | 135/129         | 136/131         | 124/118         |
| 車両番号           | 51091 ： 51096  | 52091 ： 52096 | 53091 ： 53096 | 54091 ： 54096 | 55091 ： 55096 | 56091 ： 56096 | 57091 ： 57096 | 58091 ： 58096  | 59091 ： 59096  | 50091 ： 50096  |

凡例
VVVF2 : 主制御器（1C4M2群）、VVVF1 : 主制御器（1C4M1群）、SIV : 補助電源装置（静止形インバータ）、CP : 空気圧縮機、PT : 集電装置

## 導入後の変化

### 製造時期による差異
- 2004年度製（51001F）
  - 唯一の非貫通車。
- 2005年度製（51002F・51051F - 51052F）・2006年度製（51053F - 51060F）
  - 50000型の前面デザインを変更[15]。
  - 優先席付近の吊手を黄色化（既存車も実施）[15]。
- 2007年度製（51071F - 51074F・51091F - 51094F）
  - 一般席部の座席モケットをTBマトリックスからTBキュービック（キュービックブルー）に変更[15]。既存車も2011年より交換を実施[15]。
  - 空気圧縮機を除湿装置一体型のパッケージコンプレッサ（AR1644-RWS20C）に変更[15]。後に一部既存車も実施。
  - TE装置を搭載[15]。運転台にTEスイッチが追加。
  - 51073F（51091F）以降、前面貫通扉の蝶番が露出している[15]。

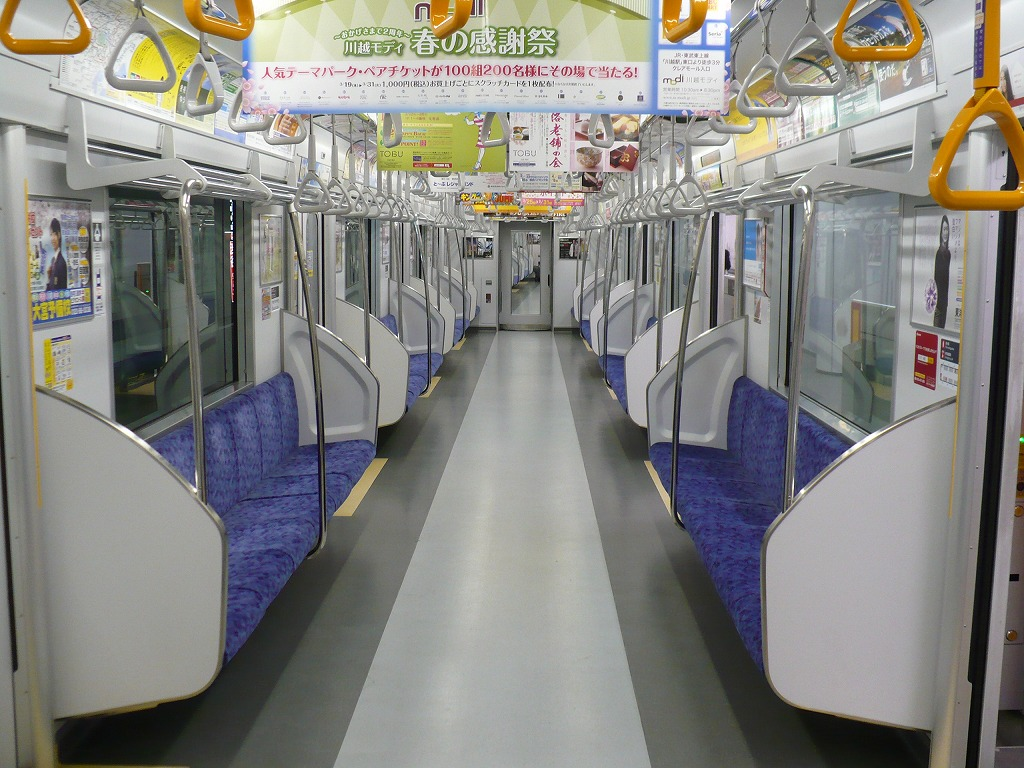
座席モケットが変更された車内 （50070型）
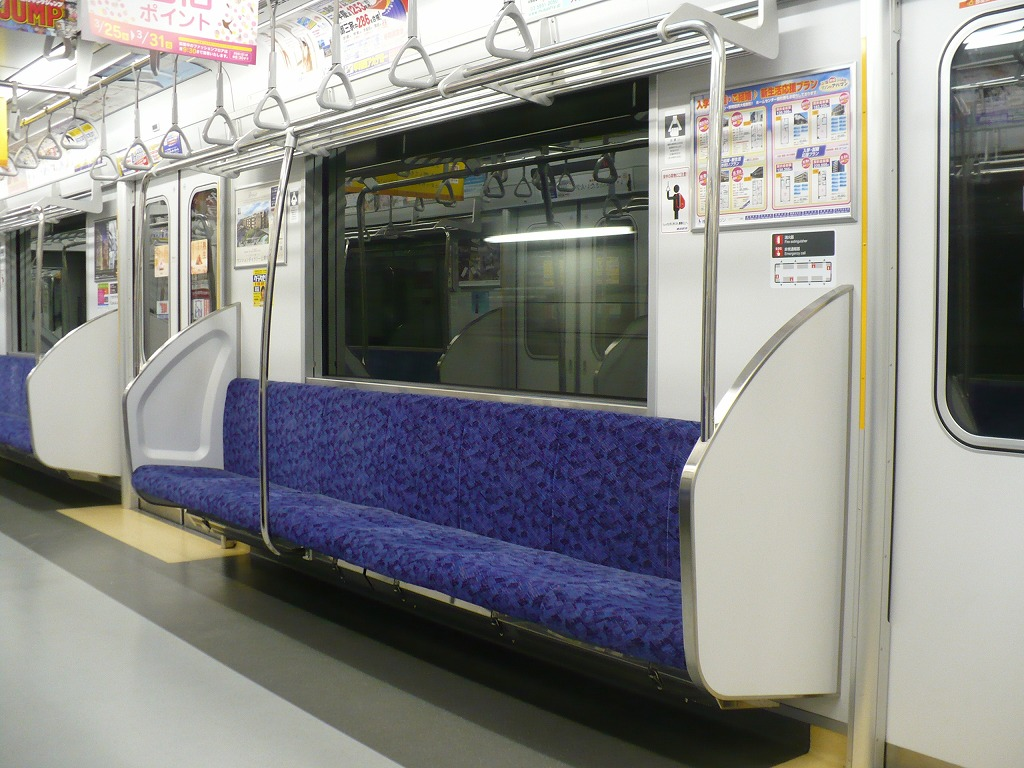
TBキュービックが採用された座席 （50070型）

- 2008年度製（51075F・51061F - 51065F）
  - 51075Fのみ、扉間の窓のうち車体中央部を除く4箇所を、JR東日本209系電車などに準じた形状の下降窓へ変更[注 9][15]。
  - 51061F以降で以下の点を変更。主に50090型の仕様が他形式に取り入れられている。
    - 50090型の窓配置を全形式に採用[15][注 10]。これに伴い屋根上の非常換気装置を省略[15]。
    - 内装材を高硬度アートテックからメラミン化粧板（模様入り・艶あり）に変更[16]。
    - 座席形状を変更。詰物の見直しやSばねの採用により座り心地の改善が図られた[15]。
    - ドア付近において、ドア横の手すりを独立したものへ変更し、黄色のマーキング位置を戸当たり部へ変更[15]。また開閉予告灯を設置[15]。

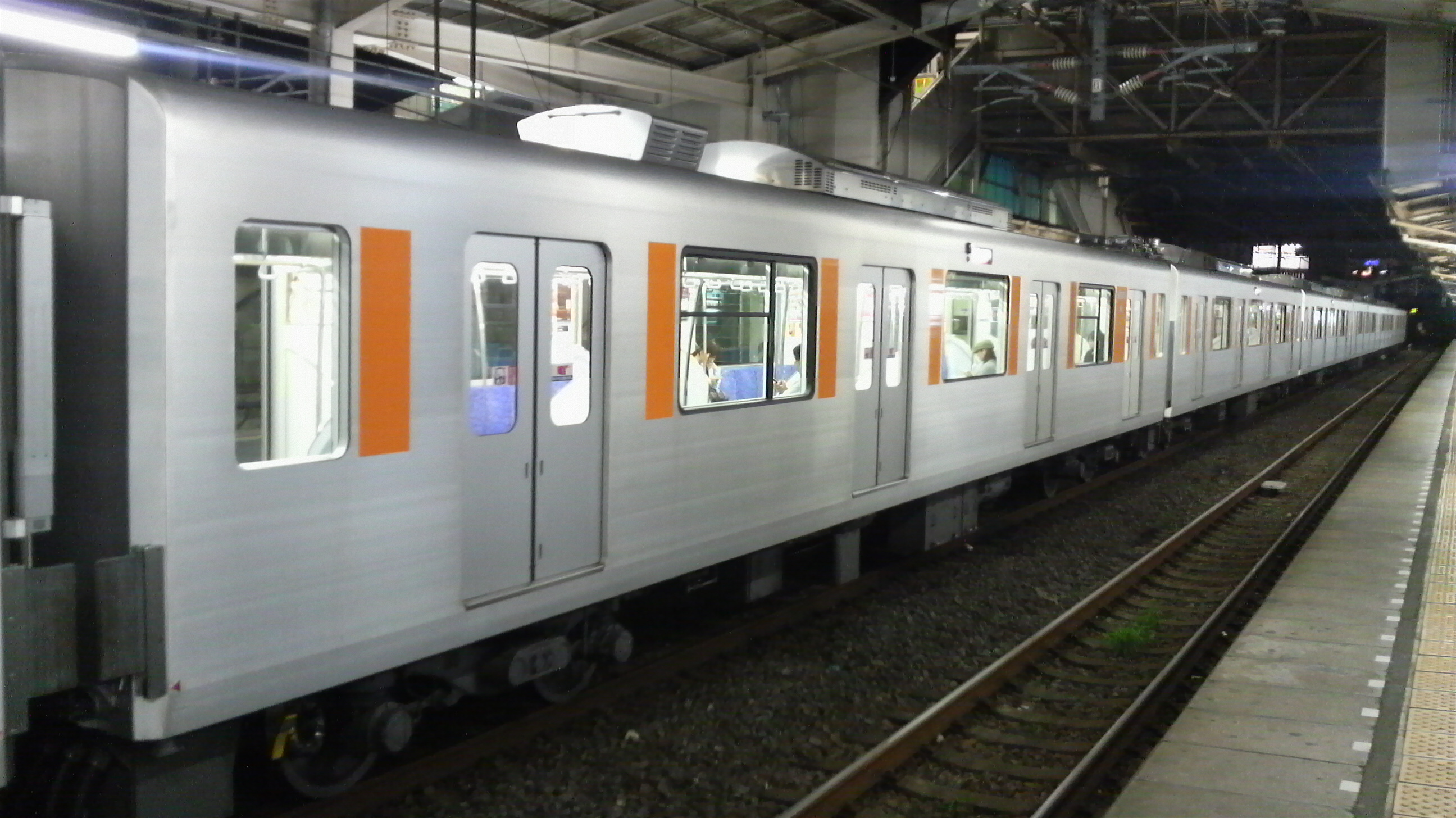
50070型51075Fの中間車 扉間の窓が変更されている。
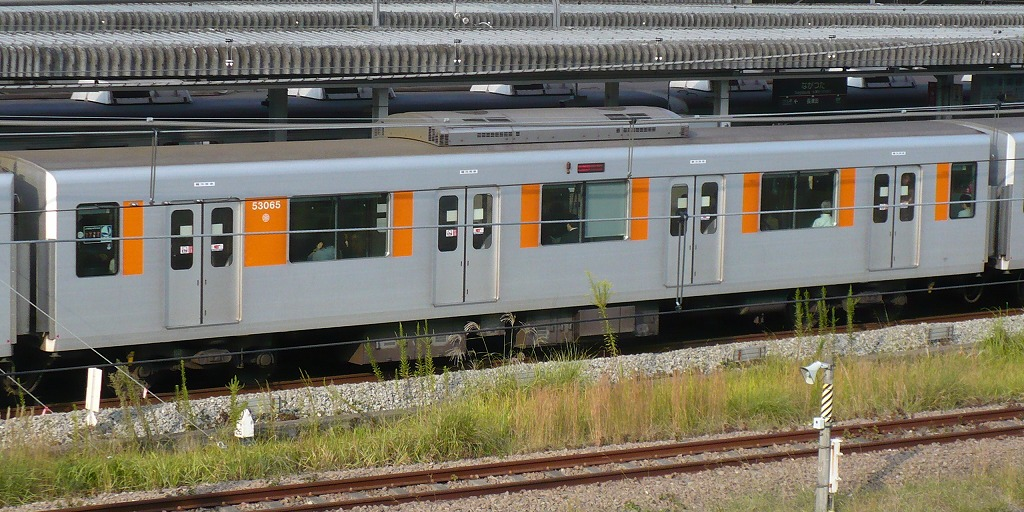
50090型と同じ窓配置となった側面（50050型） 非常換気装置も省略。
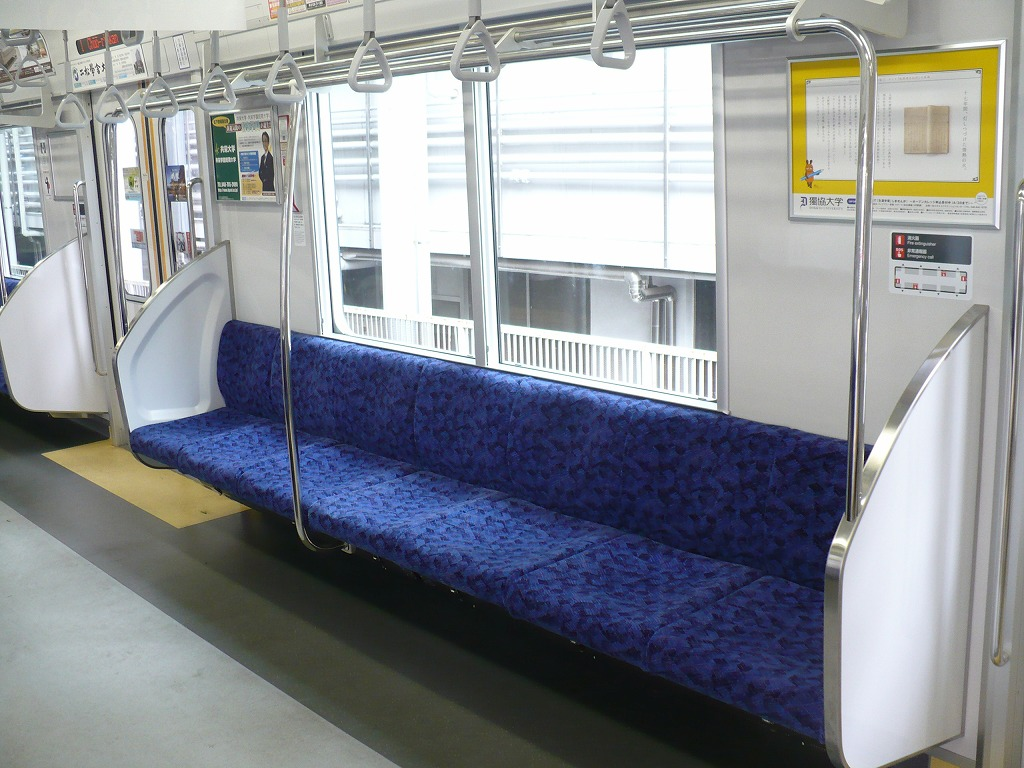
形状が変更された座席
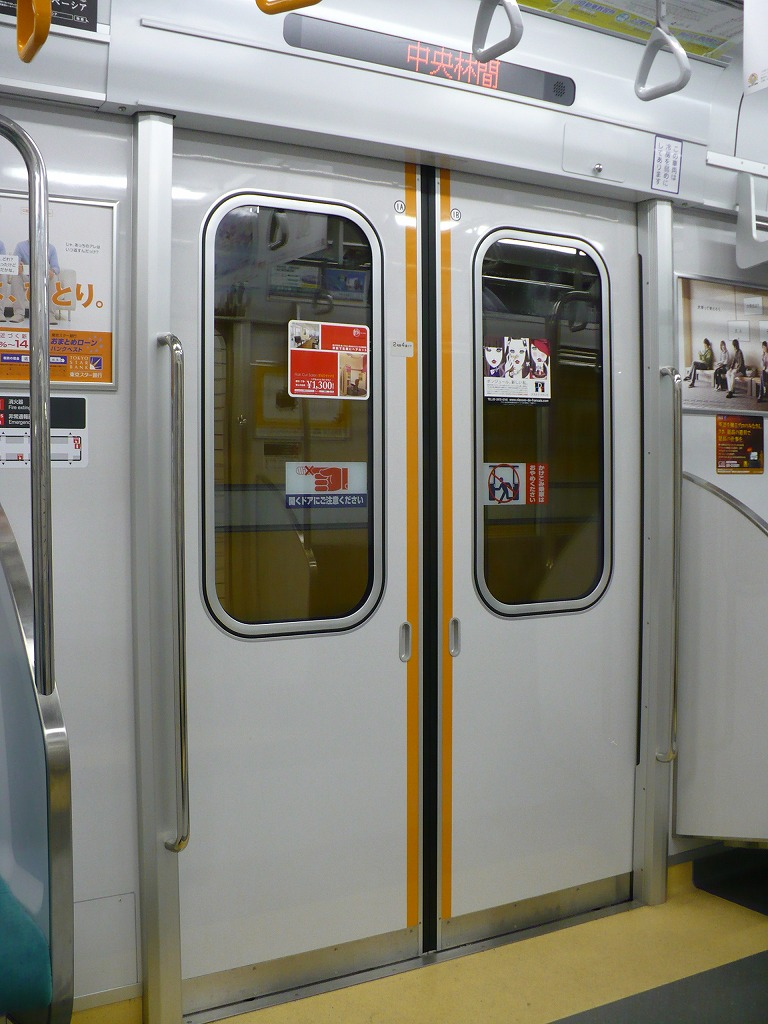
変更の多いドア付近

- 2009年度製（51003F - 51004F・51066F - 51068F）・2010年度製（51005F - 51009F・51095F - 51096F）
  - 50000型の車体幅を50050型と同一に変更[15]。
  - 床面ドア付近の黄色部分をエンボス加工品に変更[16]。後に既存車も実施。
- 2011年度製（51076F - 51077F）
  - 車内案内表示器を17インチワイドLCDに変更（三菱電機製トレインビジョン[17]）、各ドア上に1つずつ配置[18]。なお、将来的な2画面化も考慮された設計となっていたが運用開始時点では広告用画面にあたる場所に上から広告枠がネジ止めされていた（2019年度中に2編成とも広告枠を撤去し2画面化）。
  - 50070型の車体幅を50050型と同一に変更[15]。

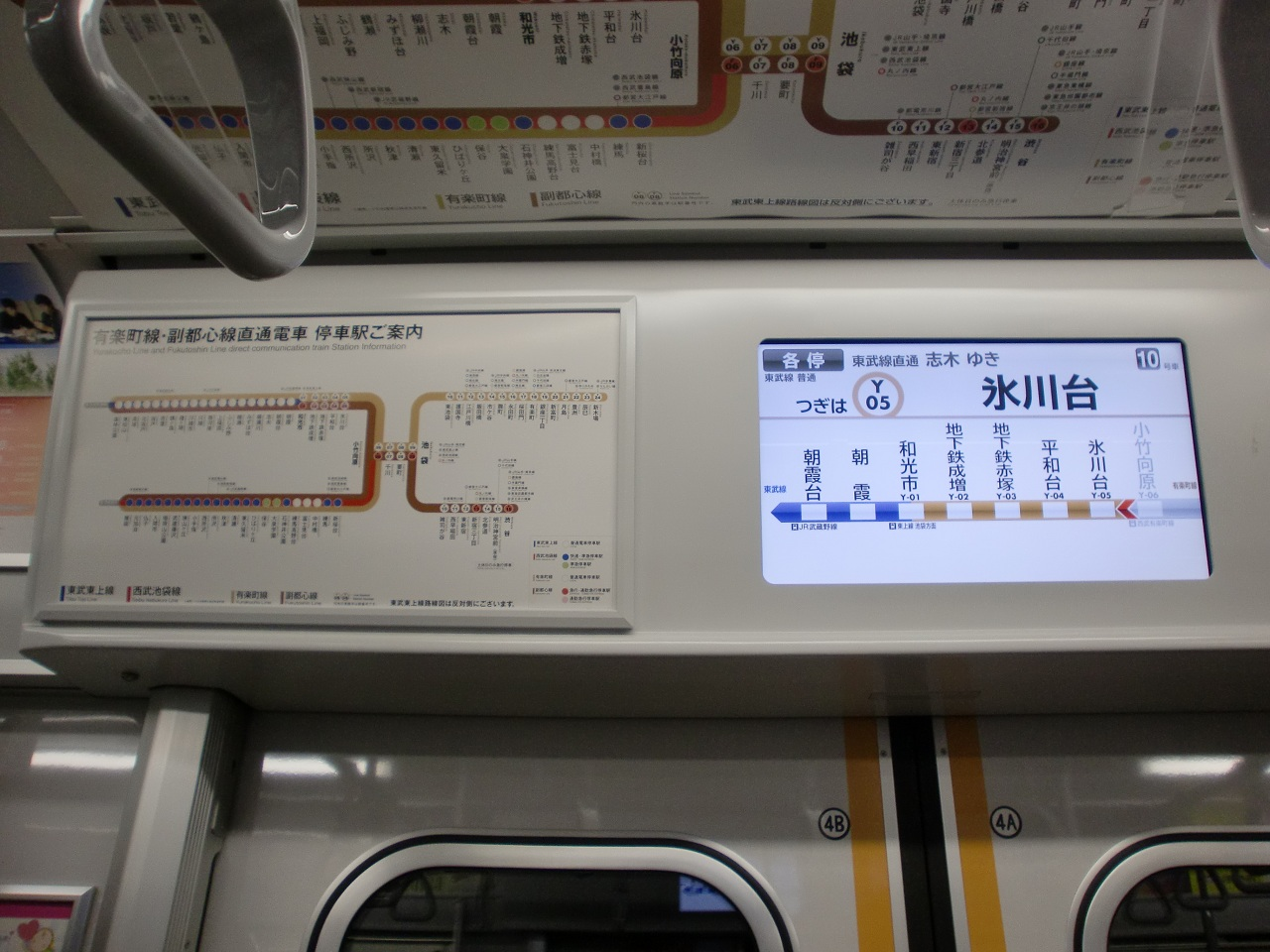
LCD表示装置（1画面式）

### 改造工事

#### 前照灯のLED化
2014年に51001F・51002F・51051F - 51056Fに施行され、2024年までに50050型・50090型の全編成と51005F以外の50000型8本、51071F・51072F・51073F・51076Fに実施されている。

#### 側面固定窓の開閉化
扉間の窓が全て固定式となっていた車両に対して、同部分が51075Fに類似した開閉窓となるよう改造を実施。2012年の51052Fを皮切りに開始され、2016年に完了した。51075Fは上下の分割位置が2：3程度であったが、これらの車両はちょうど中央で分割されている。

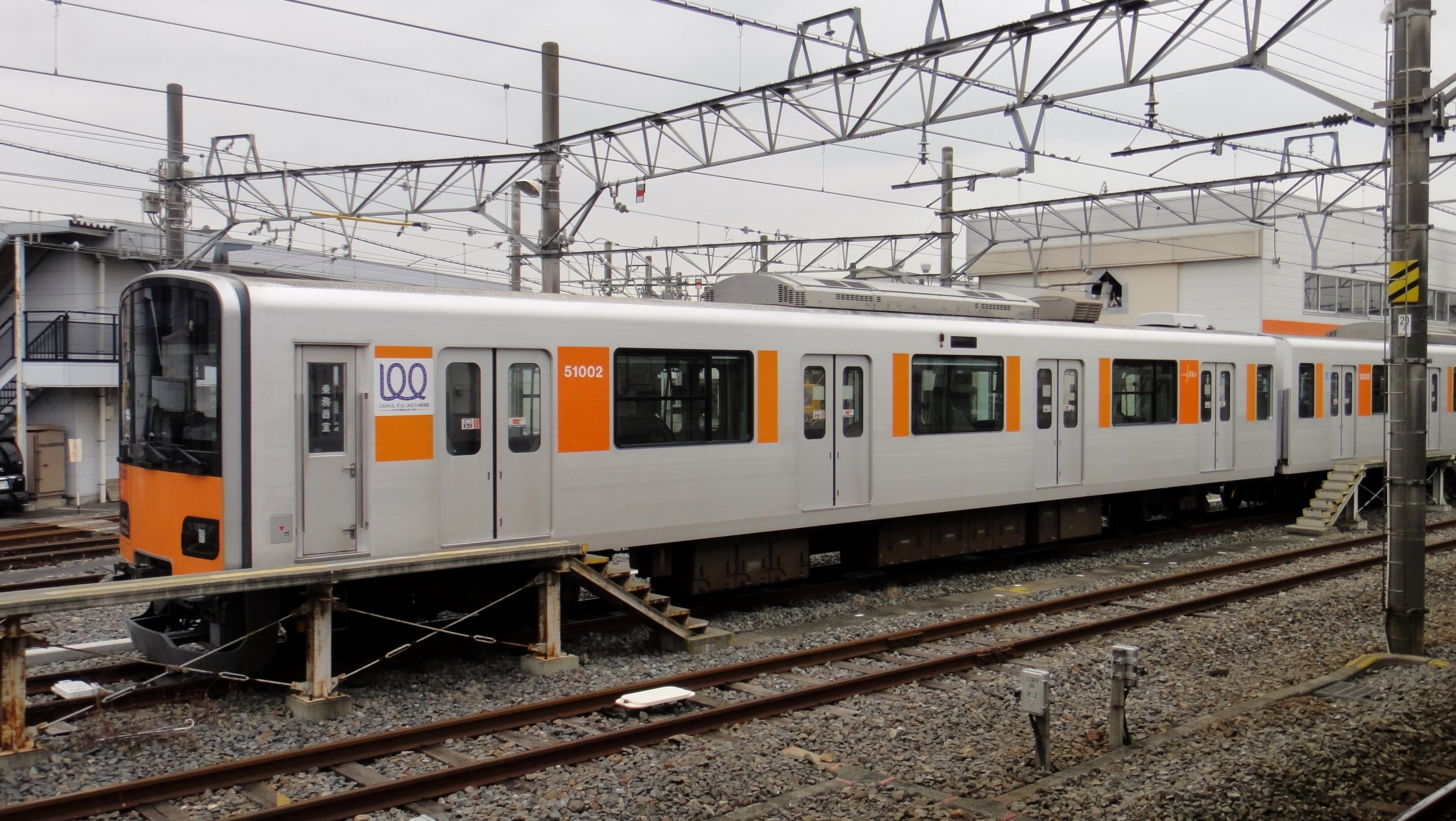
固定窓の改造が実施された車両。 51075Fとは分割位置に差異がみられる。

#### 旅客案内装置の交換
2018年度以降、50050型・50070型を対象に旅客案内装置のLED式からLCD式への交換が実施されている。改造によって取り付けられたLCDディスプレイは51076F・51077Fと異なり左右2画面一体型のものとなっている。50070型への取り付けは2023年6月に51072Fへ設置されたことで完了した。

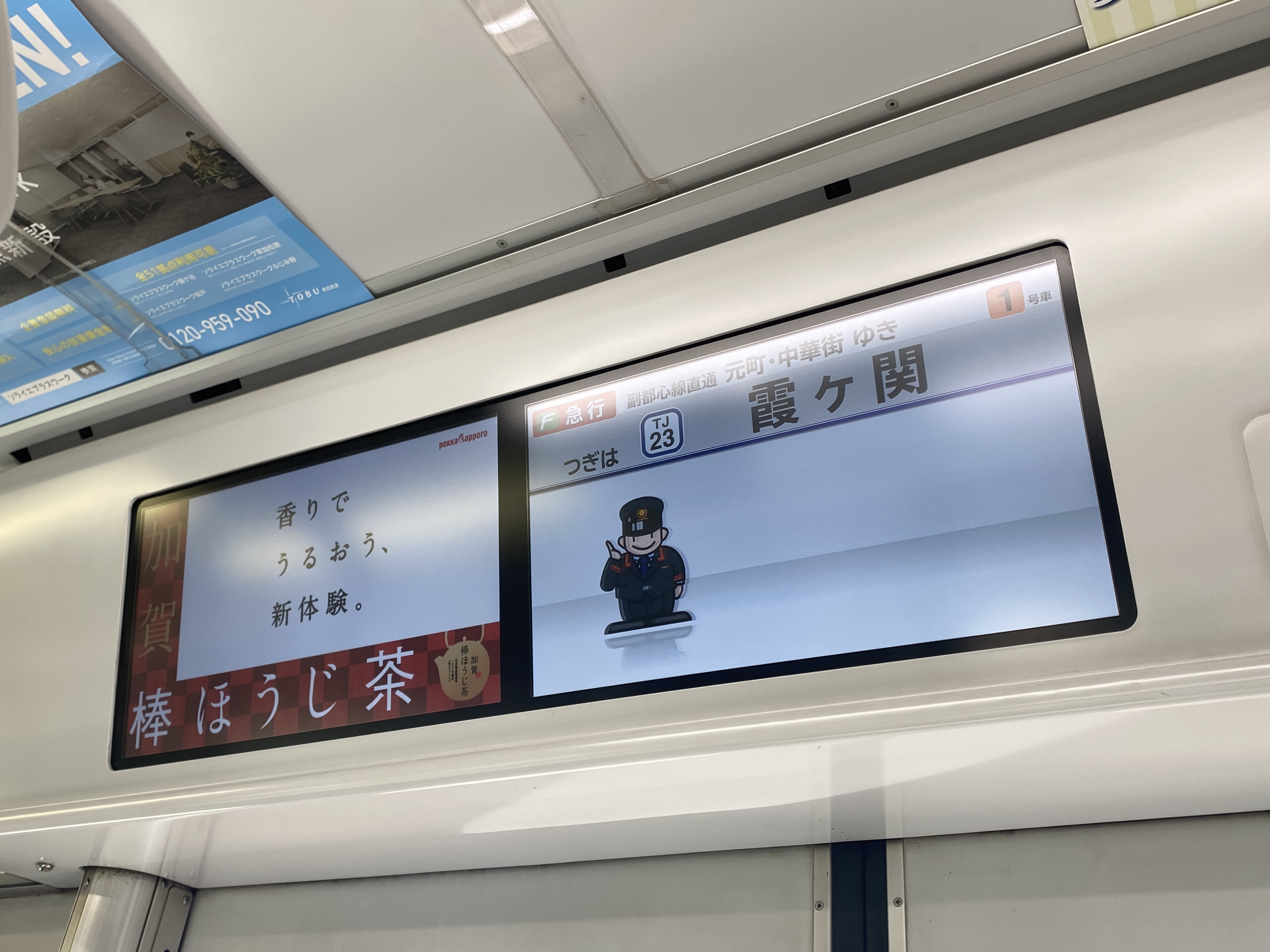
改造によって取り付けられた2画面LCD

#### LED表示器の交換
2024年10月、51053FがフルカラーLEDに交換された。なお、先じて8月に51052Fがフルカラー化されたがすぐに3色に戻されている。

#### 50090型の座席交換
2023年3月より、従来の座席の老朽化対策と快適性の維持を目的に、51095Fの座席が70090型の座席に準じたものへ交換されている。なお、モケットは従来の柄のものを継続使用しており、70090型に取り付けられているドリンクホルダーとコンセントは設置が省略された。同年10月には51094Fも同様の座席交換工事を施工されている。

## 運用・特別装飾

### 50000型
森林公園検修区所属
- 東上線池袋 - 小川町間で川越特急・TJライナー以外の全種別で運用される。基本的に系式別での運用区別はない。

南栗橋車両管区所属
- 2019年12月に51008Fが転属[22]、南栗橋で各種改造を施して8月より試運転を開始、同年9月28日から営業運転を開始。その後2021年8月に51009Fが転属[23]、2022年1月より営業運転を開始している。これら2編成は後述の50050型と共通運用される。

### 50050型
自社線は押上 - 久喜・南栗橋間で原則として準急・急行のみで運用される。東京メトロ半蔵門線、東急田園都市線全線へ乗り入れる。

#### クレヨンしんちゃん25周年記念ラッピング編成
2016年11月3日から2017年8月までの間、東武鉄道・埼玉県・春日部市との共同企画として『クレヨンしんちゃん』の25周年を記念したラッピング編成が計5編成運行された。当初は1編成のみだったが、好評のためかすかべ防衛隊の4人を追加した5編成を追加導入。当初は2017年5月中旬頃までの運行予定だったが、好評のため延長された。

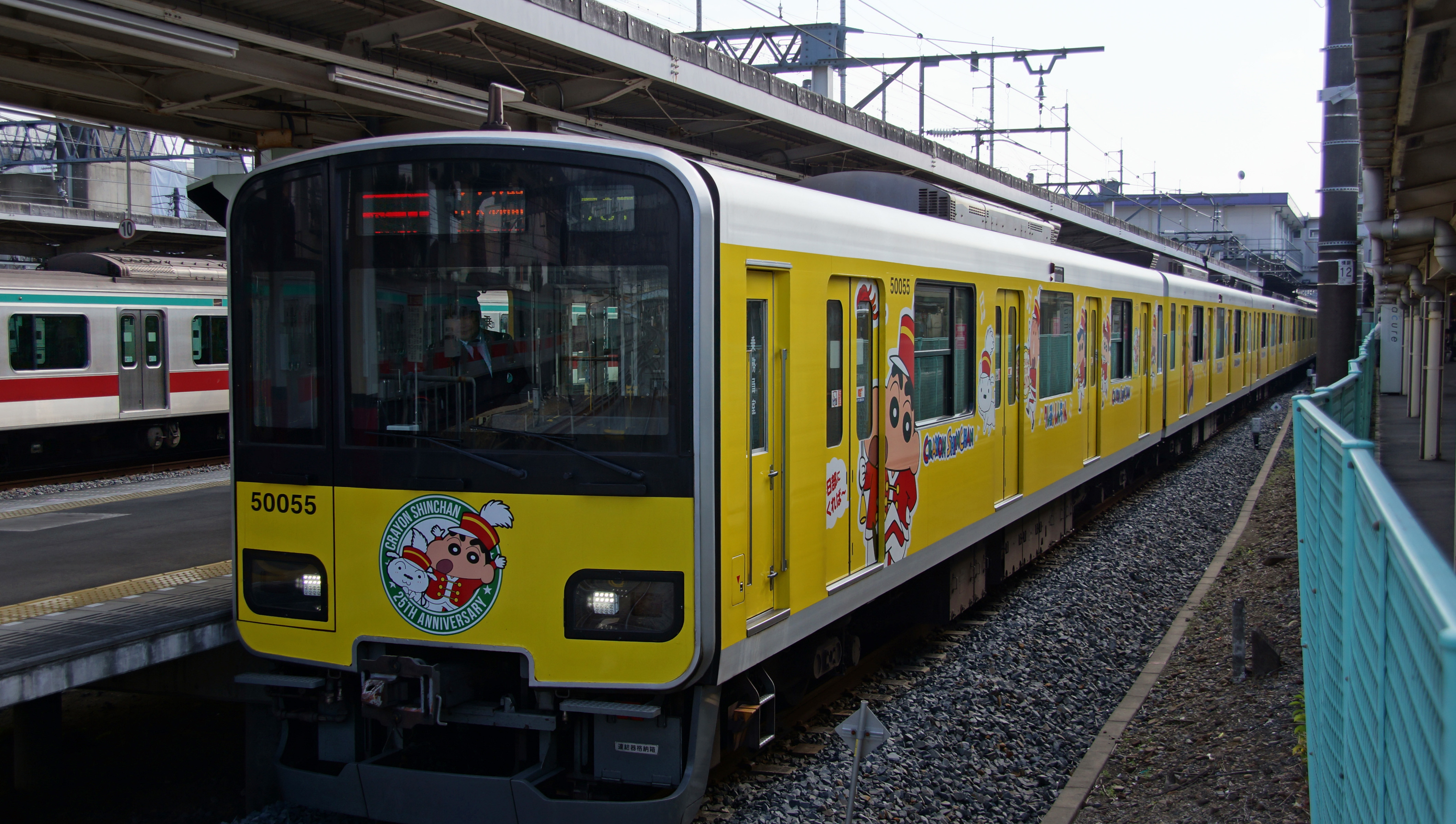
しんちゃんデザイン（51055F） （久喜駅）
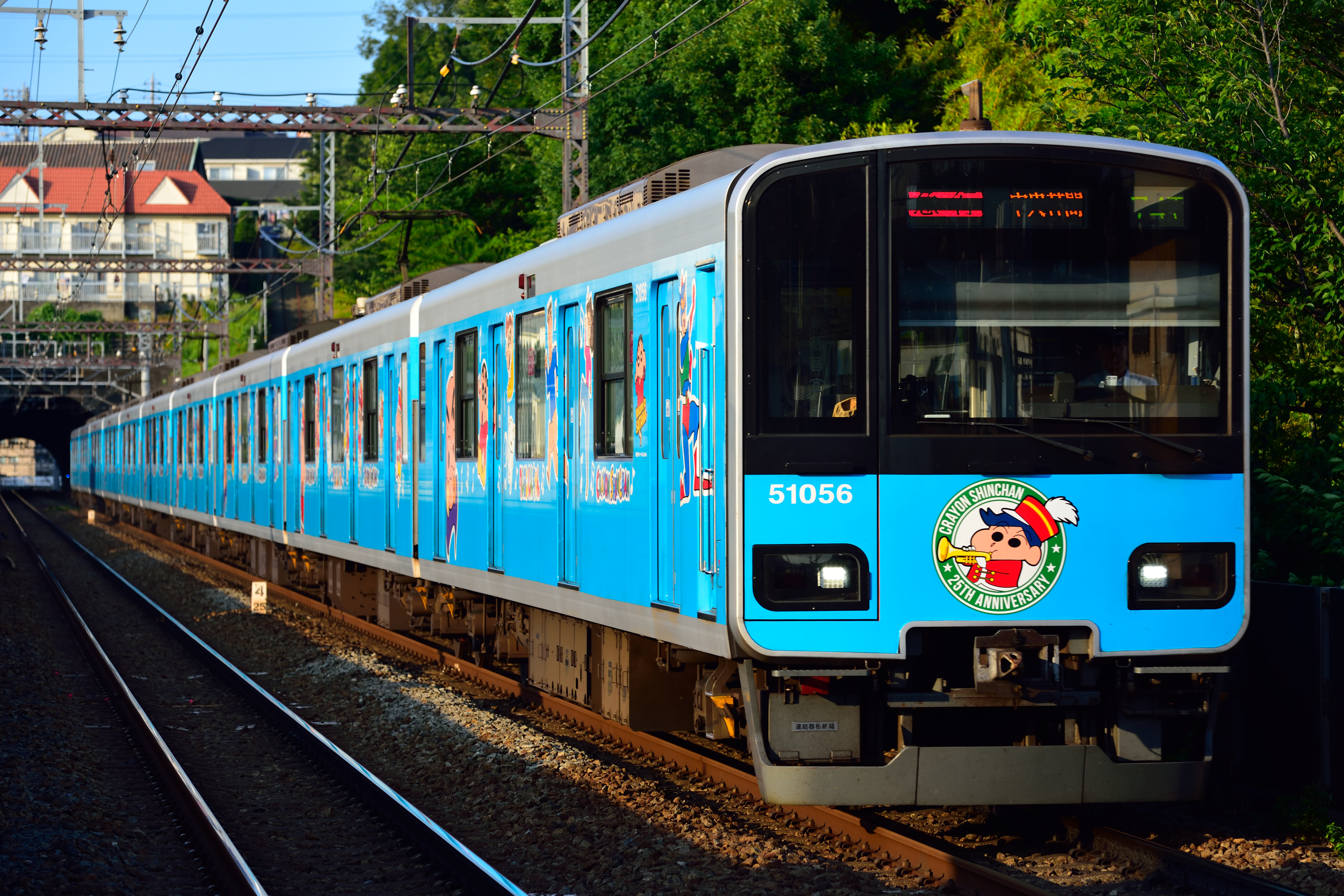
風間くんデザイン（51056F） （田奈駅）
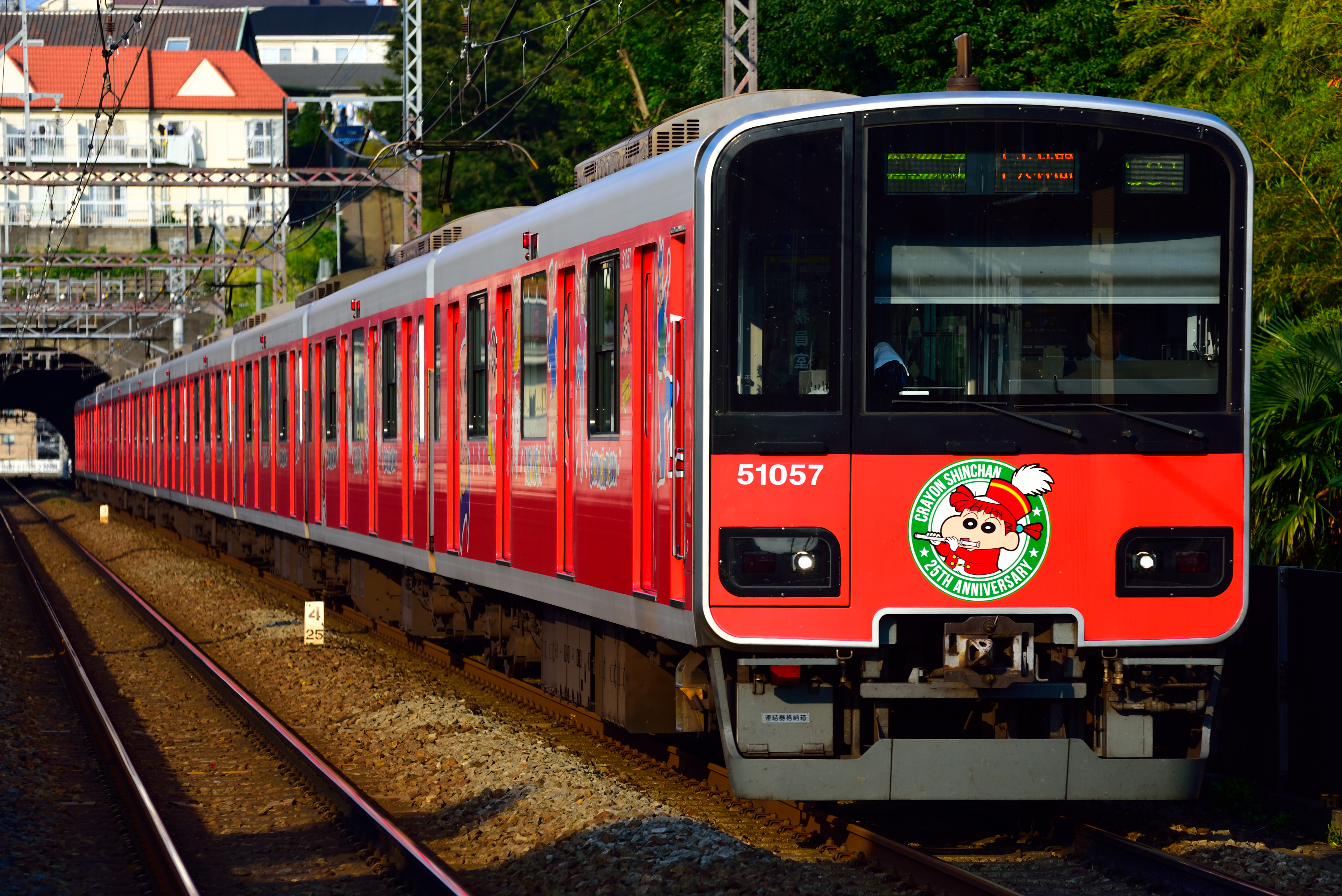
ネネちゃんデザイン（51057F） （田奈駅）
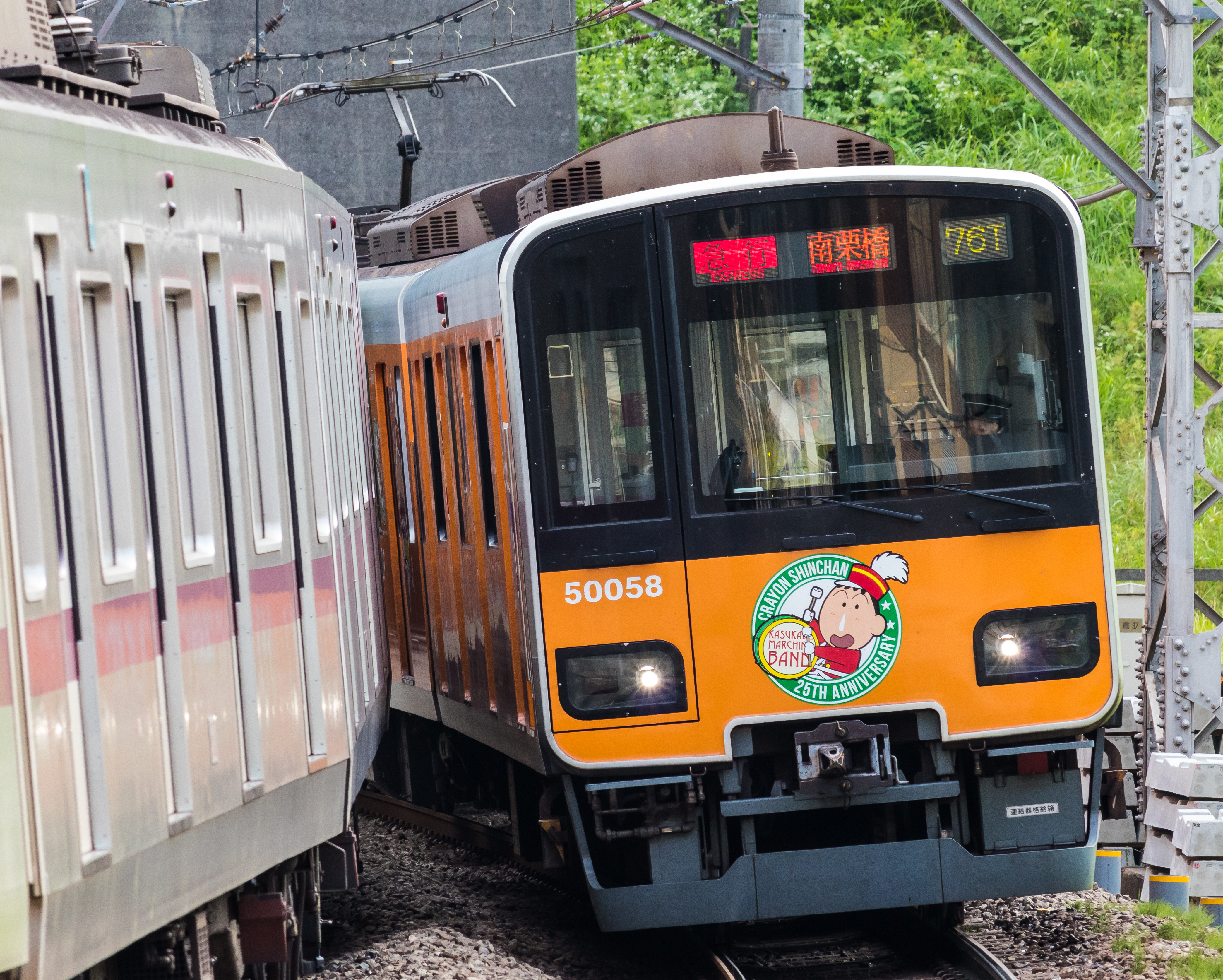
ボーちゃんデザイン（51058F） （たまプラーザ駅）
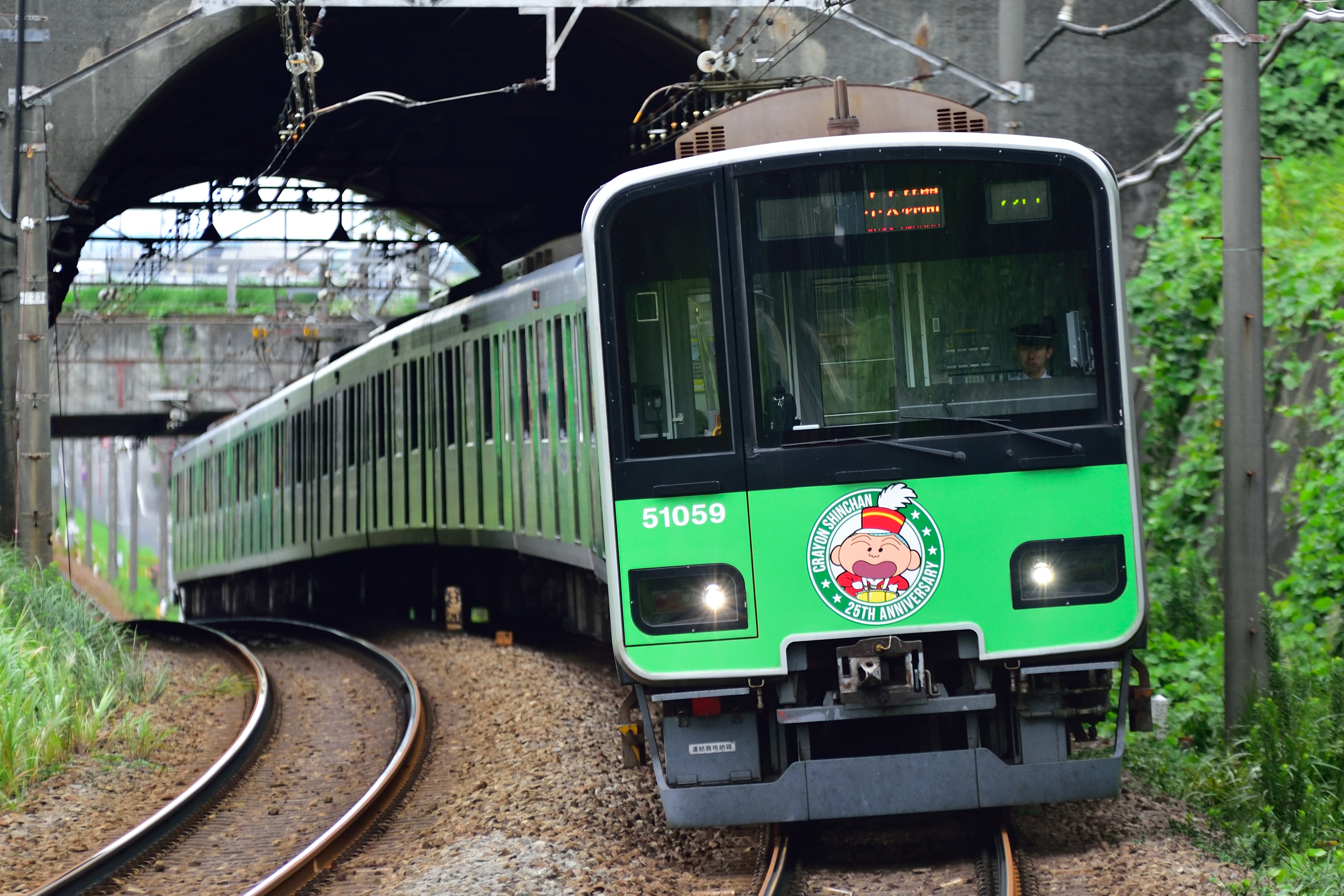
マサオくんデザイン（51059F） （すずかけ台駅）

| 編成   | メインキャラクター | ベースカラー       | 運行開始日 |
| ------ | ------------------ | ------------------ | ---------- |
| 51055F | 野原しんのすけ     | レモンイエロー     | 11月3日    |
| 51056F | 風間トオル         | スカイブルー       | 11月25日   |
| 51057F | 桜田ネネ           | バーミリオン       | 11月29日   |
| 51058F | ボーちゃん         | オレンジ           | 12月12日   |
| 51059F | 佐藤マサオ         | エメラルドグリーン | 12月19日   |

### 50070型
50000型の地上運用に加え、東京メトロ有楽町線と副都心線、東急東横線、横浜高速鉄道みなとみらい線全線へ乗り入れる。
東急東横線・横浜高速鉄道みなとみらい線では各停以外の種別で運用される。
基本的に9000型（9101Fを除く）・9050型との運用区別はない。

### 50090型
川越特急および深夜の池袋行き快速急行はクロスシートの状態で運用される。川越特急・TJライナーは当形式のみが限定使用される。
本系列では唯一、他線区への乗り入れ運用が存在しない。
2015年11月28日から2019年2月7日まで、東上線全線開業90周年を記念し、51092Fにかつての「フライング東上号」のラッピングを施して運用していた。
2019年2月14日から2022年9月2日まで、51092Fが川越のPR施策とした「池袋・川越アートトレイン」として運行された。

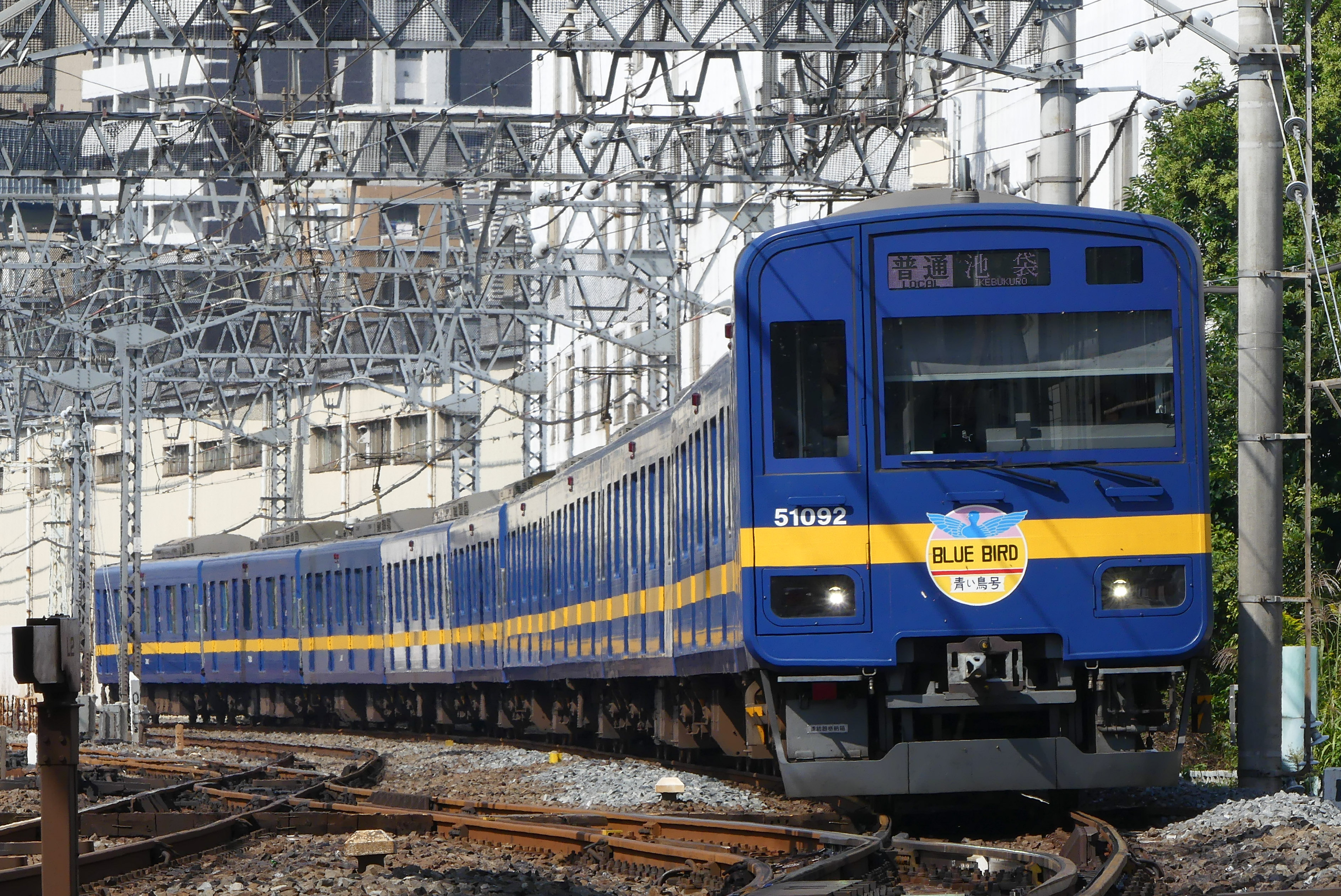
「フライング東上号」カラーの51092F （2016年10月12日 大山駅 - 下板橋駅）
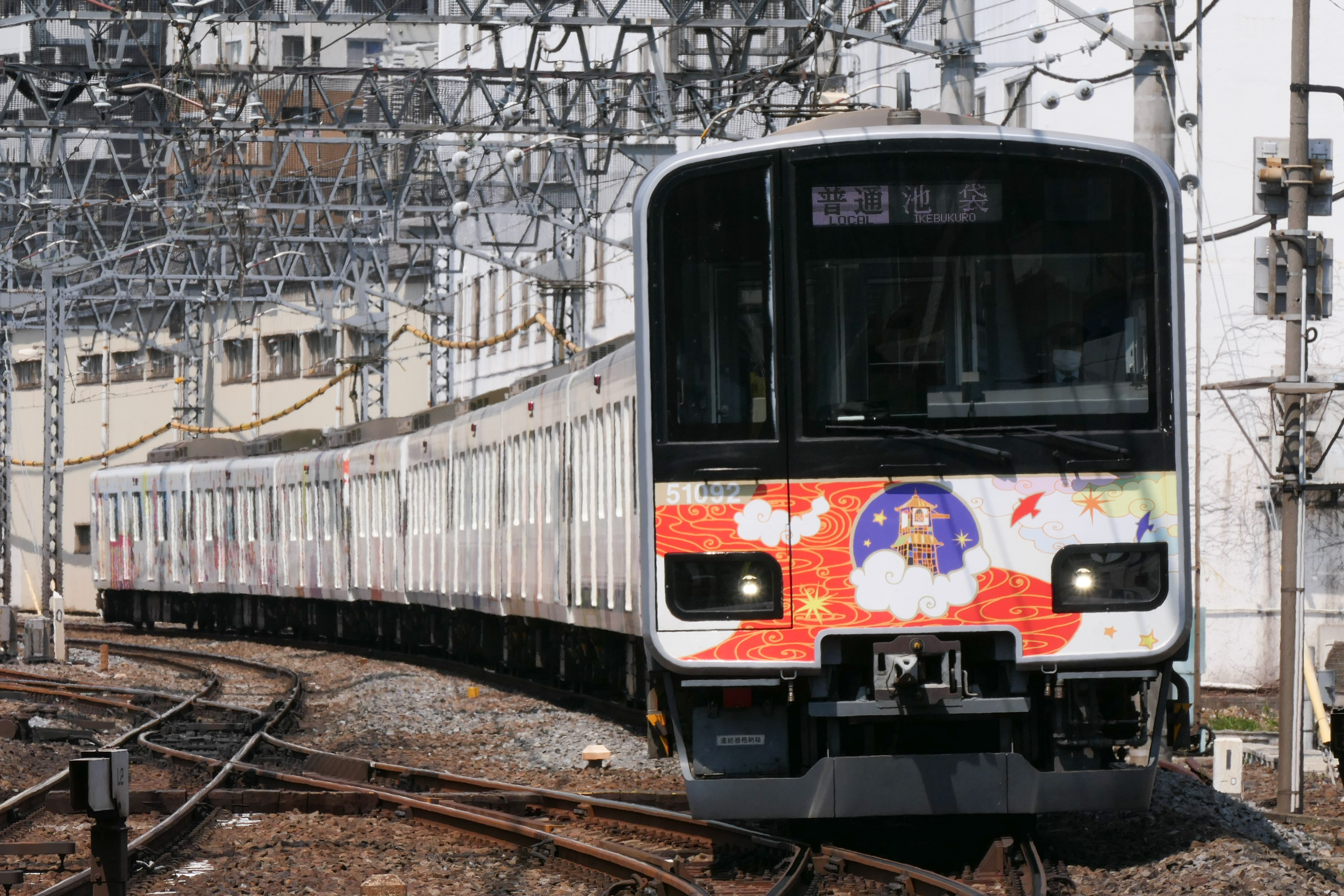
「池袋・川越アートトレイン」ラッピングの51092F （2020年4月11日 大山駅 - 下板橋駅）